# Bassin de Gouzon (Natura 2000)
Cet article concerne zone Natura 2000 du département de la Creuse. Pour une petite région naturelle du même nom, voir Bassin de Gouzon.
Le site bassin de Gouzon est un site français du réseau Natura 2000 du département de la Creuse, en région Nouvelle-Aquitaine.

## Situation
Dans le quart nord-est du département de la Creuse, le site « bassin de Gouzon », s'étend sur 740 hectares, sur le territoire de la seule commune de Lussat, en limite de celles de Gouzon et de Saint-Loup.
La zone s'étage entre 378 et 393 mètres d'altitude, le long du ruisseau de l'Étang des Landes et de plusieurs de ses affluents, intégrant les trois principaux étangs, l'étang des Landes lui-même, l'étang de la Bastide et l'étang Tête de Bœuf, les zones de jonction de ces trois étangs, ainsi que toute la partie boisée du bois des Landes.

## Description
Le site « bassin de Gouzon » est un site naturel du réseau Natura 2000, c'est-à-dire qu'il est identifié comme site important pour la conservation d'habitats européens menacés et d'espèces animales et végétales menacées qui y sont présentes.
Il s'agit d'une zone spéciale de conservation (ZSC) validée par un arrêté du ministère de l'Écologie et du Développement durable en date du 13 avril 2007 qui a pour objectif la conservation de sites écologiques présentant soit des habitats naturels ou semi-naturels d'intérêt communautaire, de par leur rareté, ou le rôle écologique primordial qu'ils jouent (dont la liste est établie par l'annexe I de la directive habitats), soit des espèces de faune et de flore d'intérêt communautaire, là aussi pour leur rareté, leur valeur symbolique, le rôle essentiel qu'ils tiennent dans l'écosystème.

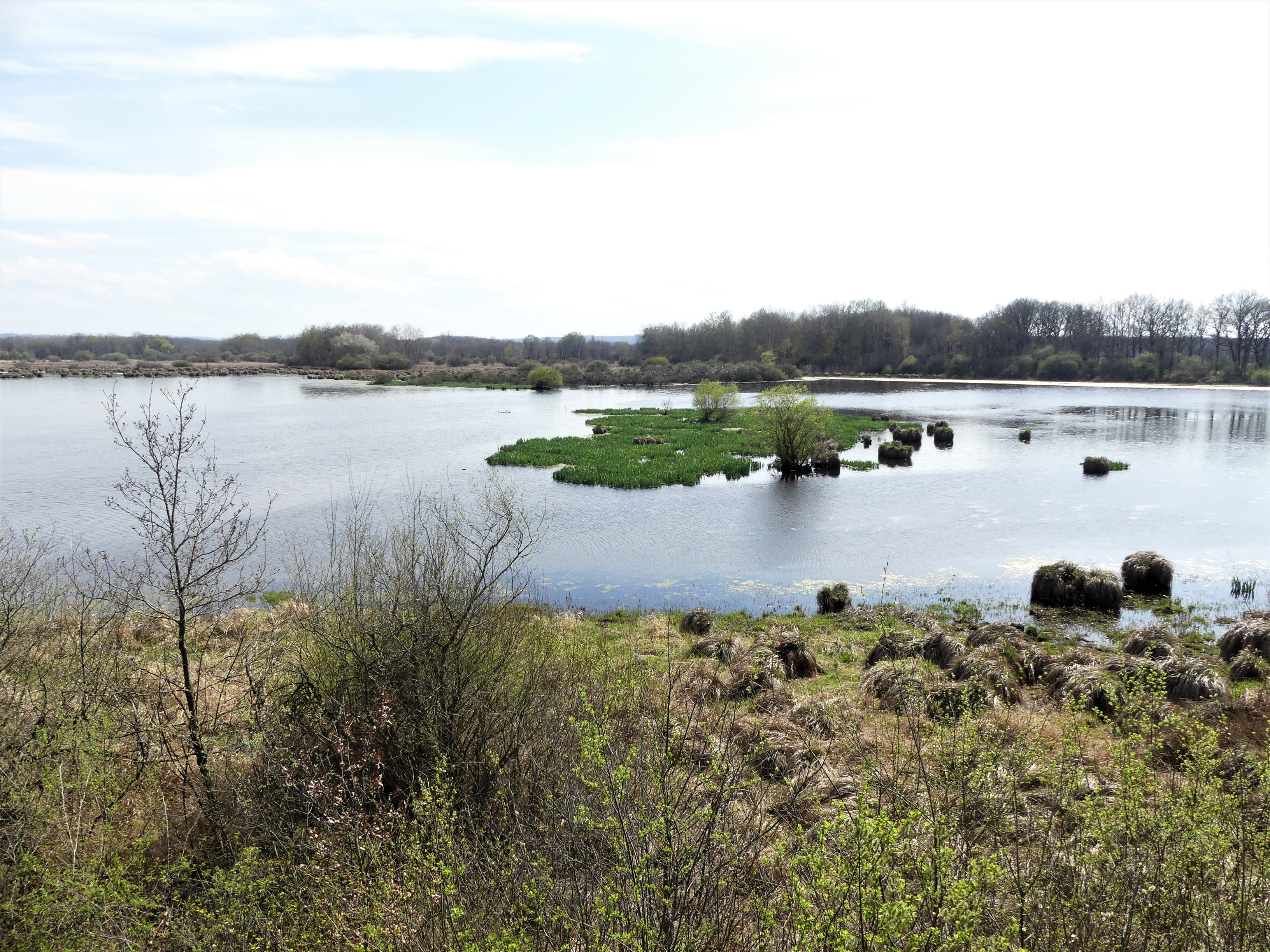
L'étang des Landes vu depuis le Grand Affût.
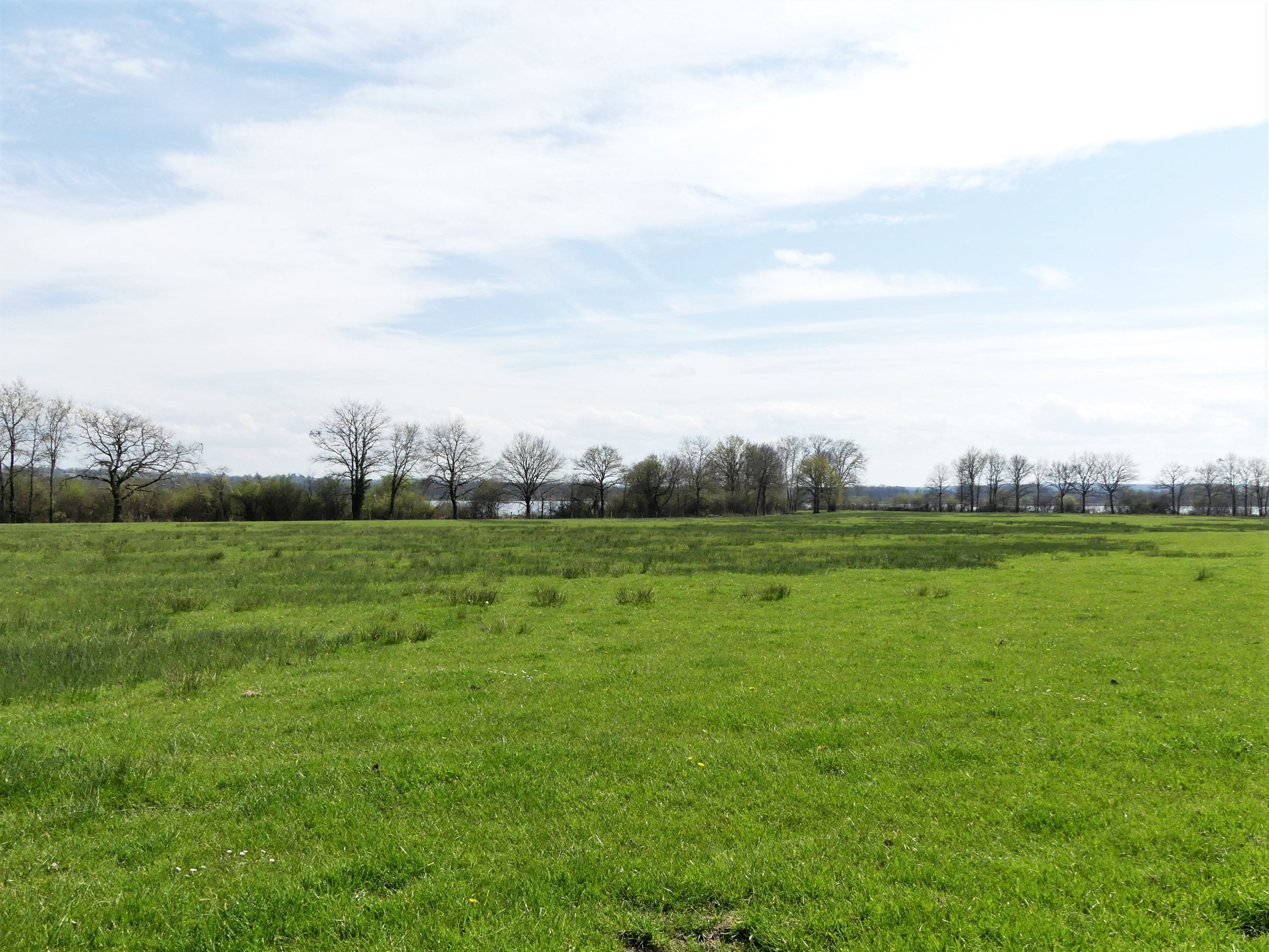
Le chemin des Brouilles au nord de l'étang des Landes.
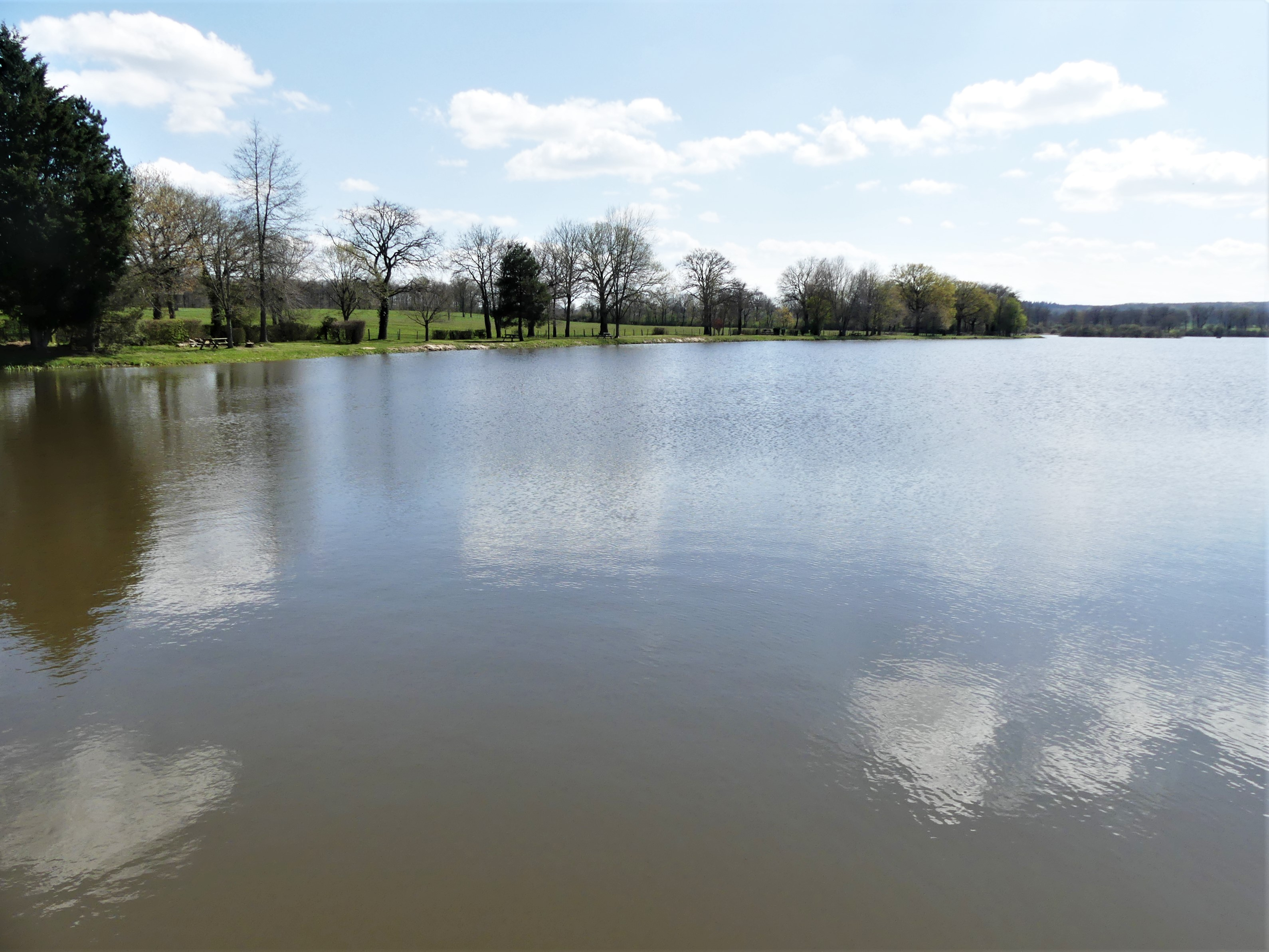
L'étang de la Bastide.
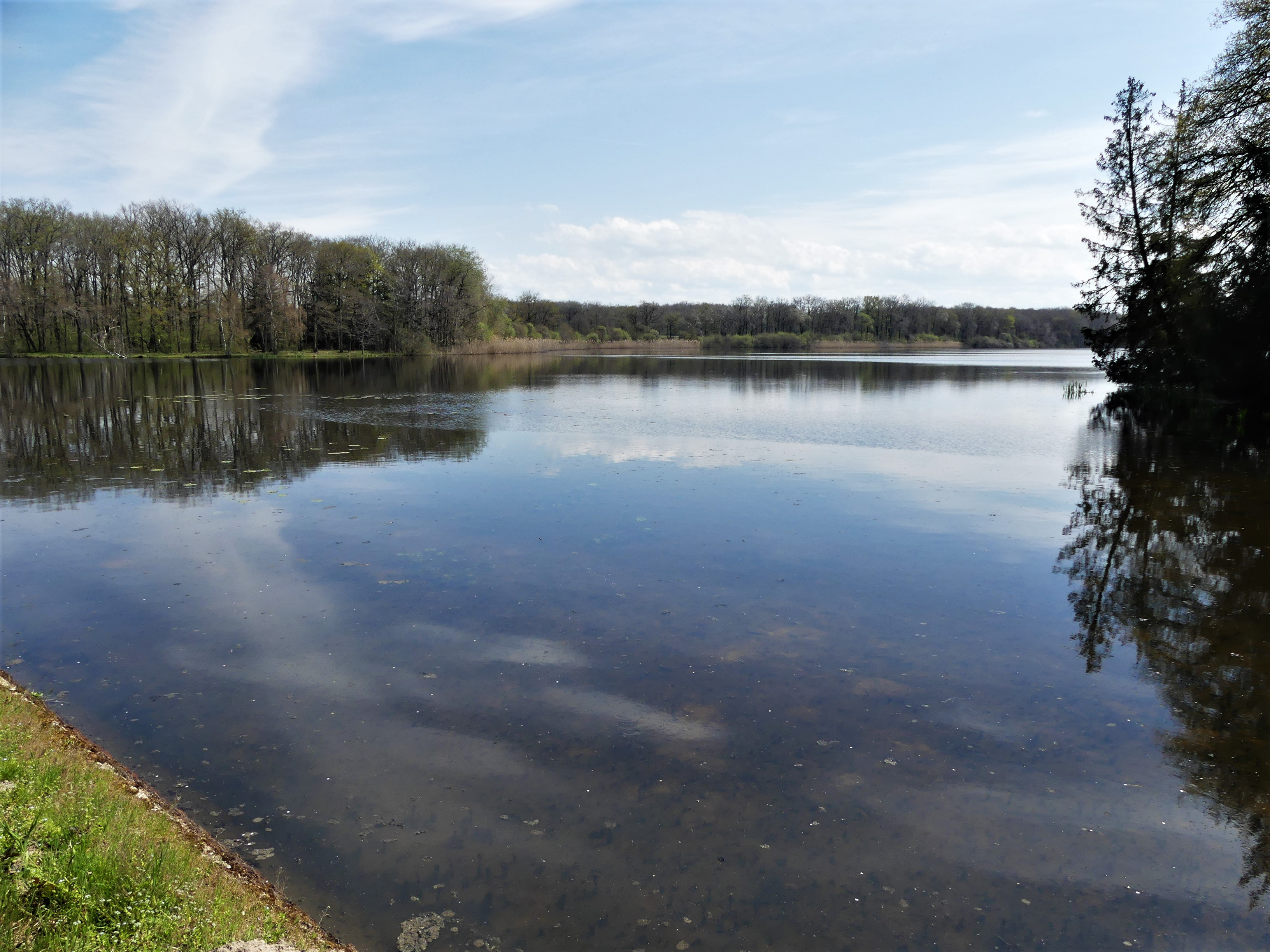
L'étang Tête de Bœuf.
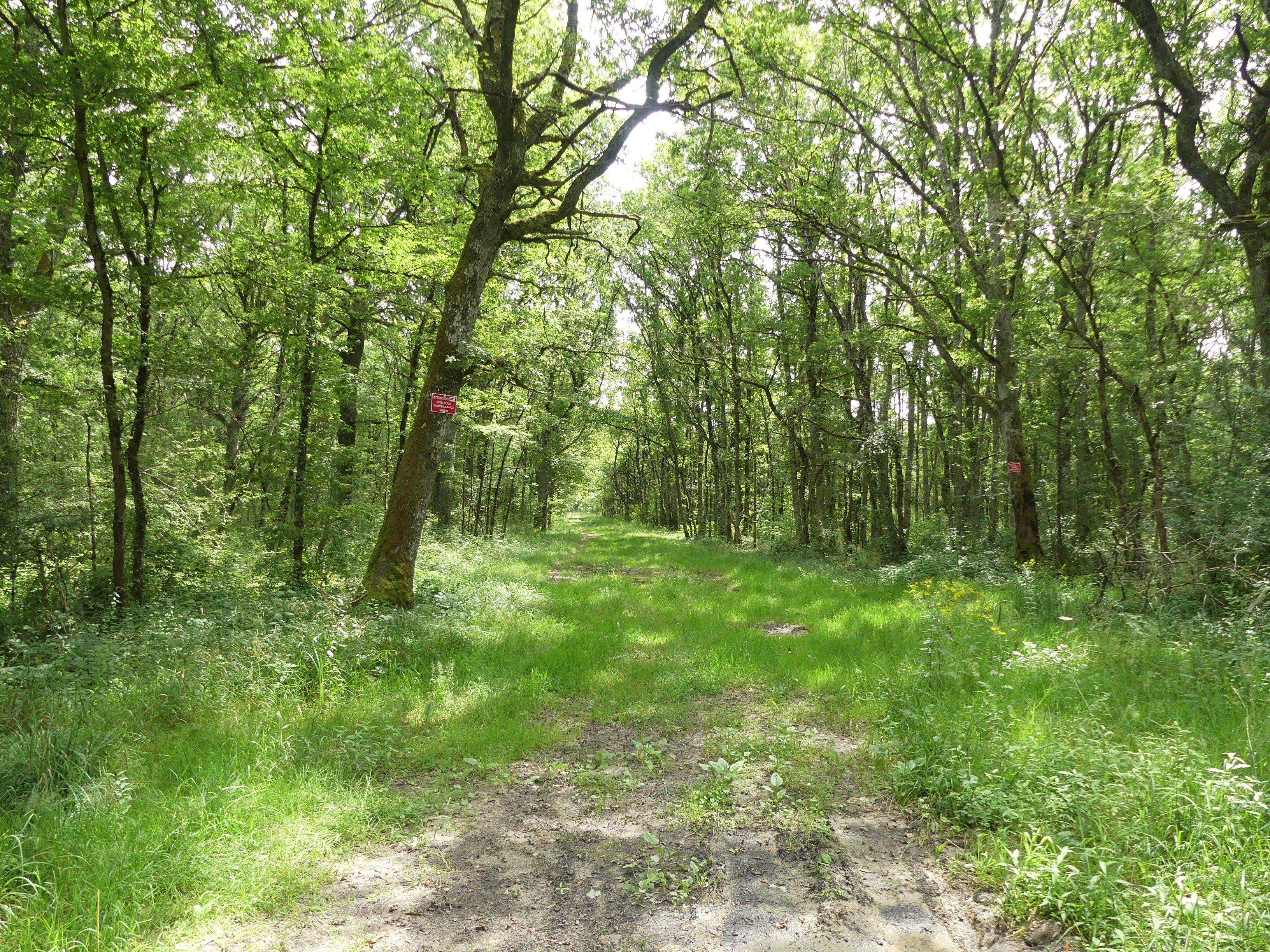
L'extrémité ouest du bois des Landes à Lussat, presque en limite de Gouzon.

## Espaces connexes
Sur le même périmètre de 740 hectares, une autre zone Natura 2000, l'étang des Landes, concerne une zone de protection spéciale (ZPS) ; elle est protégée au titre de la directive oiseaux.
Trois zones naturelles d'intérêt écologique, faunistique et floristique (ZNIEFF) de type 1 — l'étang des Landes, l'étang de la Bastide et l'étang Tête de Bœuf — sont parties intégrantes du territoire de la zone Natura 2000 « bassin de Gouzon ». Une quatrième, le bois des Landes, le recoupe en grande partie.
La réserve naturelle nationale de l'étang des Landes est incluse dans la ZNIEFF de type 1 « étang des Landes ».
Les quatre ZNIEFF de type 1, de même que les deux zones Natura 2000, sont incluses dans une ZNIEFF de type 2 : le bassin versant de l'étang des Landes.

## Habitats
La zone est composée à 60 % de forêts caducifoliées, à 30 % d'eaux douces intérieures (eaux stagnantes et eaux courantes), à 8 % de prairies semi-naturelles humides et de prairies mésophiles améliorées, et à 2 % de landes, broussailles ou recrus.

### Habitats inscrits à l'annexe I
Parmi les différents habitats du site, plusieurs sont naturels ou semi-naturels d'intérêt communautaire, c'est-à-dire qu'il s'agit de sites remarquables qui, soit sont en danger de disparition dans leur aire de répartition naturelle, soit présentent une aire de répartition réduite du fait de leur régression ou de caractéristiques intrinsèques, soit présentent des caractéristiques remarquables. Sept sont donc inscrits à l'annexe I de la directive habitats. Par ordre de superficie décroissante, ce sont :
- les vieilles chênaies acidiphiles des plaines sablonneuses à Quercus robur, sur 107 hectares, soit près de 15 % de la superficie totale de la zone Natura 2000 ;
- les lacs eutrophes naturels avec végétation du Magnopotamion ou de l'Hydrocharition, sur 23,6 hectares ;
- les landes humides atlantiques septentrionales à Erica tetralix , sur 18 hectares ;
- les eaux oligomésotrophes calcaires avec végétation benthique à Chara spp., sur 5 hectares ;
- les prairies à Molinia sur sols calcaires, tourbeux ou argilo-limoneux (Molinion caeruleae), sur 3,2 hectares ;
- les mégaphorbiaies hygrophiles d'ourlets planitiaires et des étages montagnard à alpin, sur 1,1 hectare ;
- les eaux oligotrophes très peu minéralisées des plaines sablonneuses (Littorelletalia uniflorae), sur 0,4 hectare.

"Photos
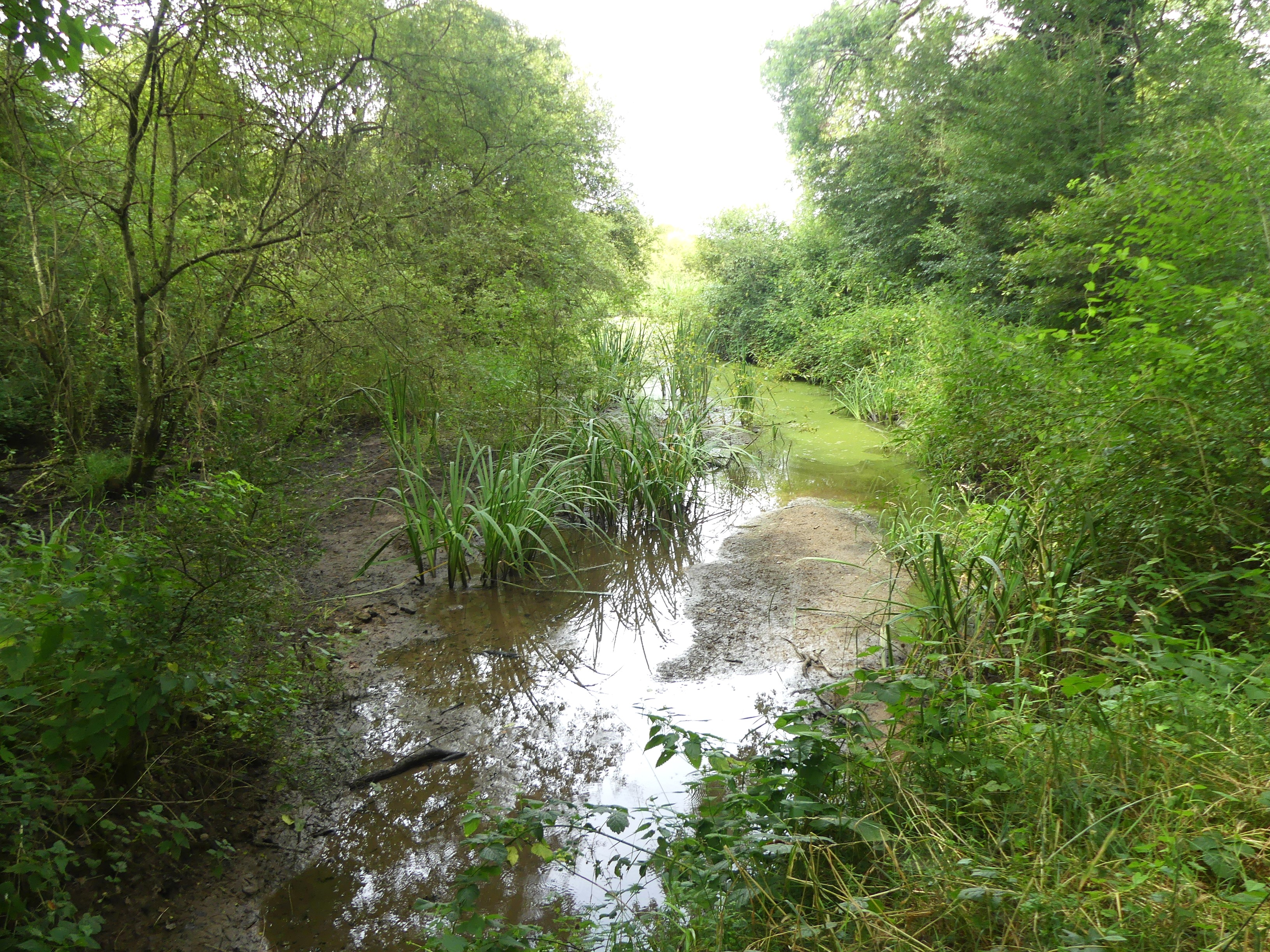
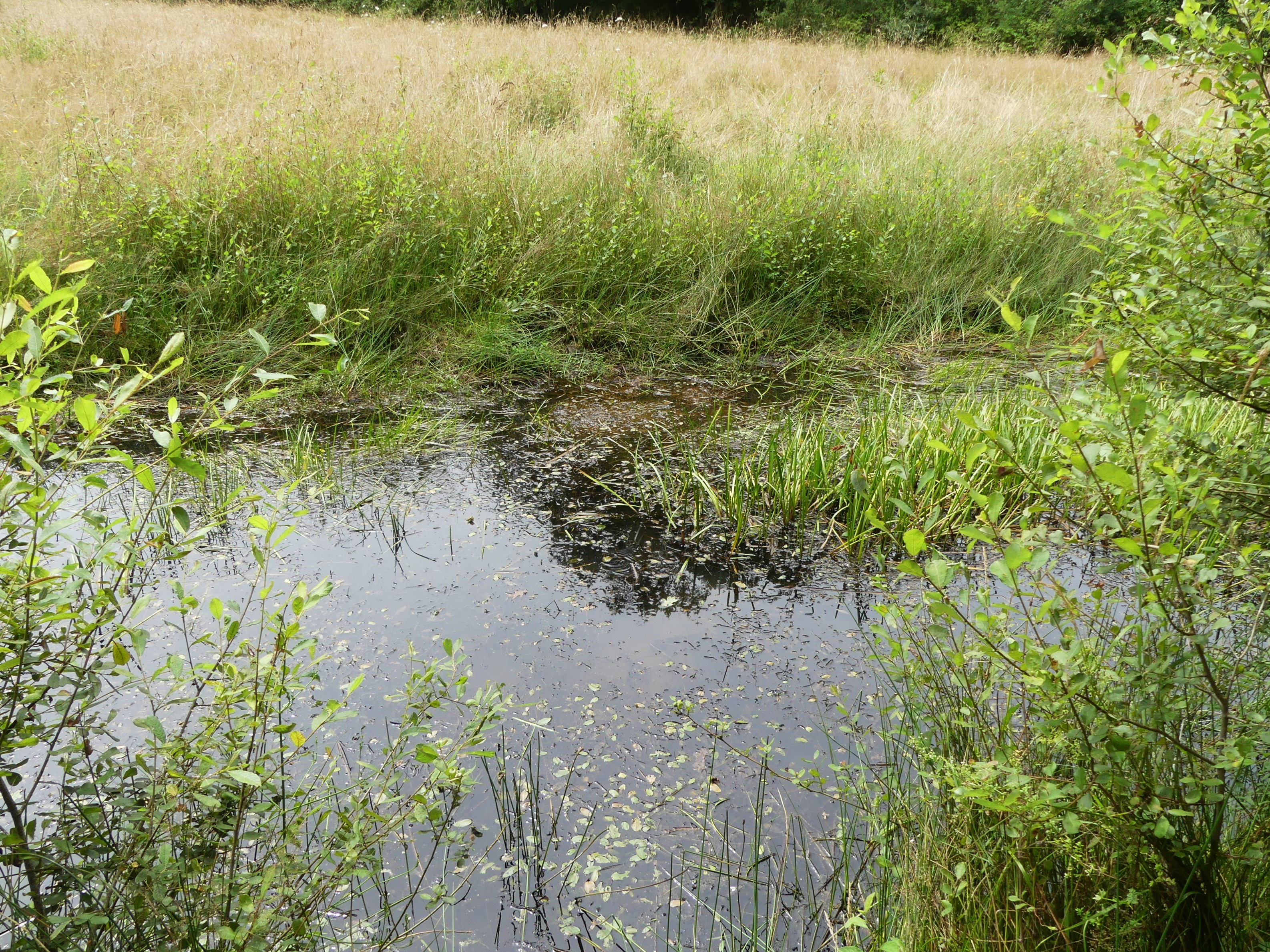
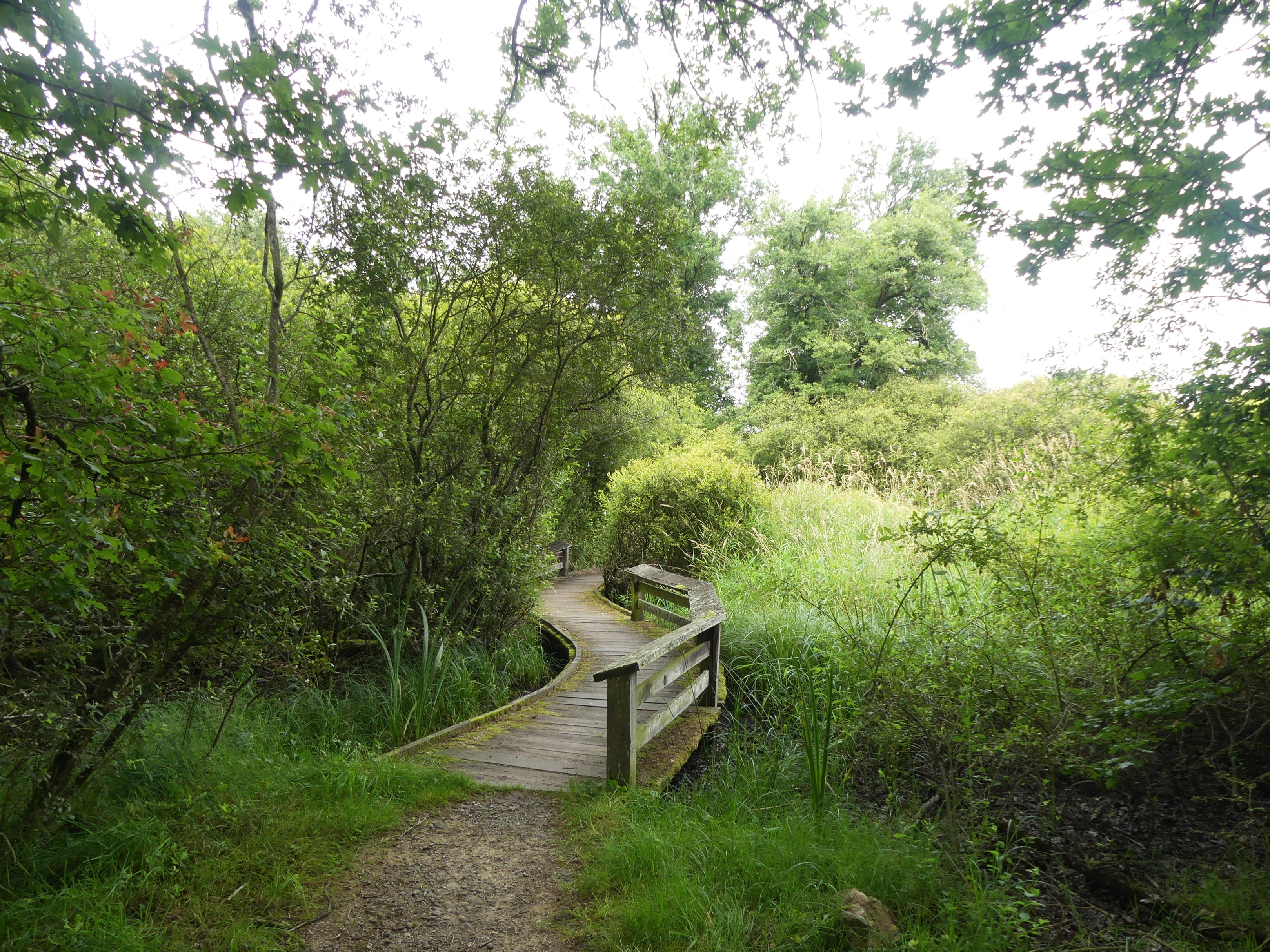
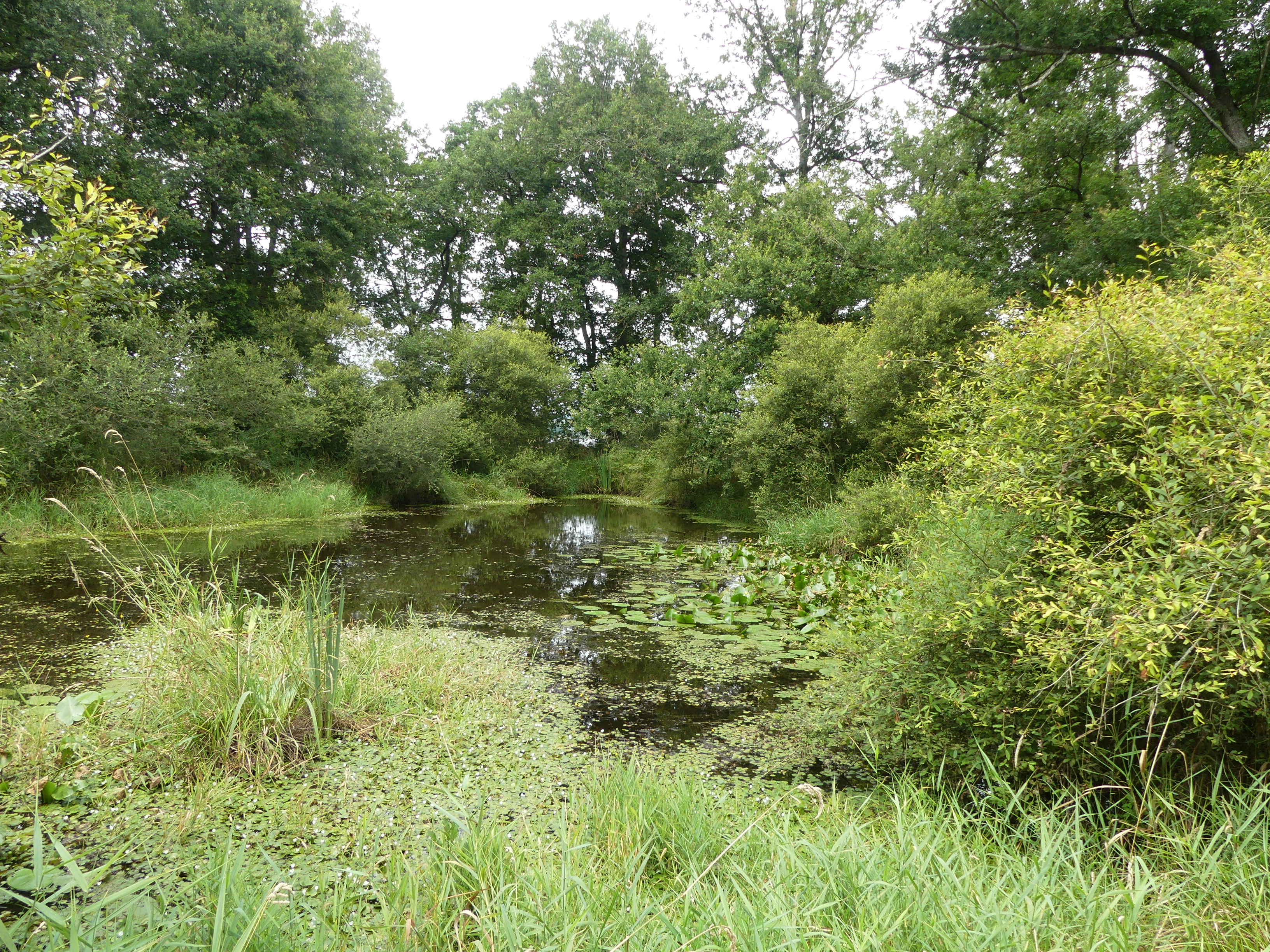
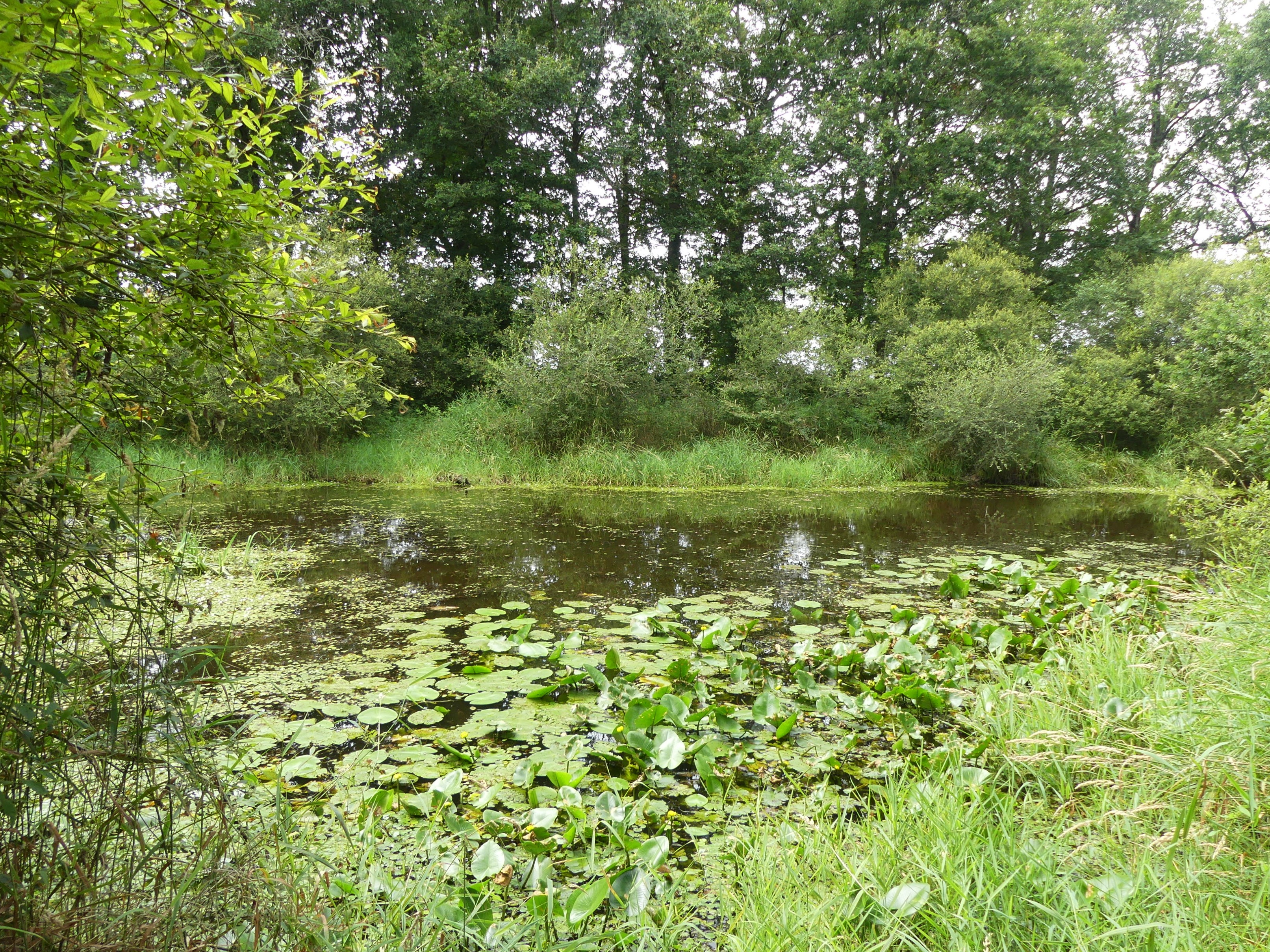

- ="Photos

## Faune et flore

### Espèces inscrites à l'annexe II
Douze espèces du site sont inscrites à l'annexe II de la directive habitats : une plante phanérogame le Flûteau nageant (Luronium natans) et onze animaux dont un amphibien : le Triton crêté (Triturus cristatus), quatre insectes : le Cerf-Volant (pour le mâle) ou la Grande Biche (pour la femelle) (Lucanus cervus), le Cuivré des marais (Lycaena dispar), le Damier de la succise (Euphydryas aurinia) et le Grand capricorne (Cerambyx cerdo),  cinq mammifères : la Barbastelle d'Europe (Barbastella barbastellus), le Grand Murin (Myotis myotis ), la Loutre d'Europe (Lutra lutra), le Murin de Bechstein (Myotis bechsteinii) et le Petit rhinolophe (Rhinolophus hipposideros), ainsi qu'un poisson : la Bouvière (Rhodeus amarus).

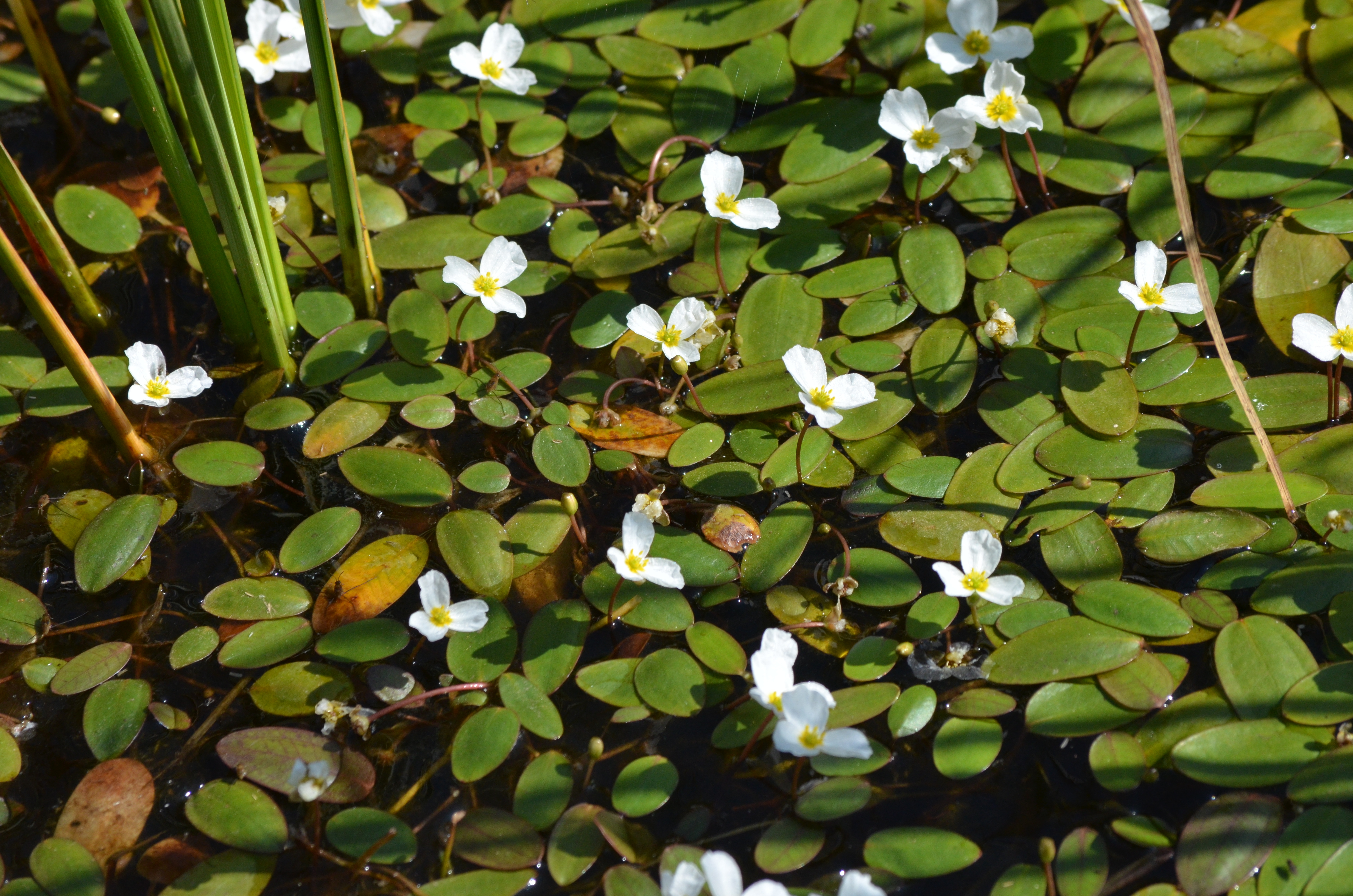
Flûteaux nageants.
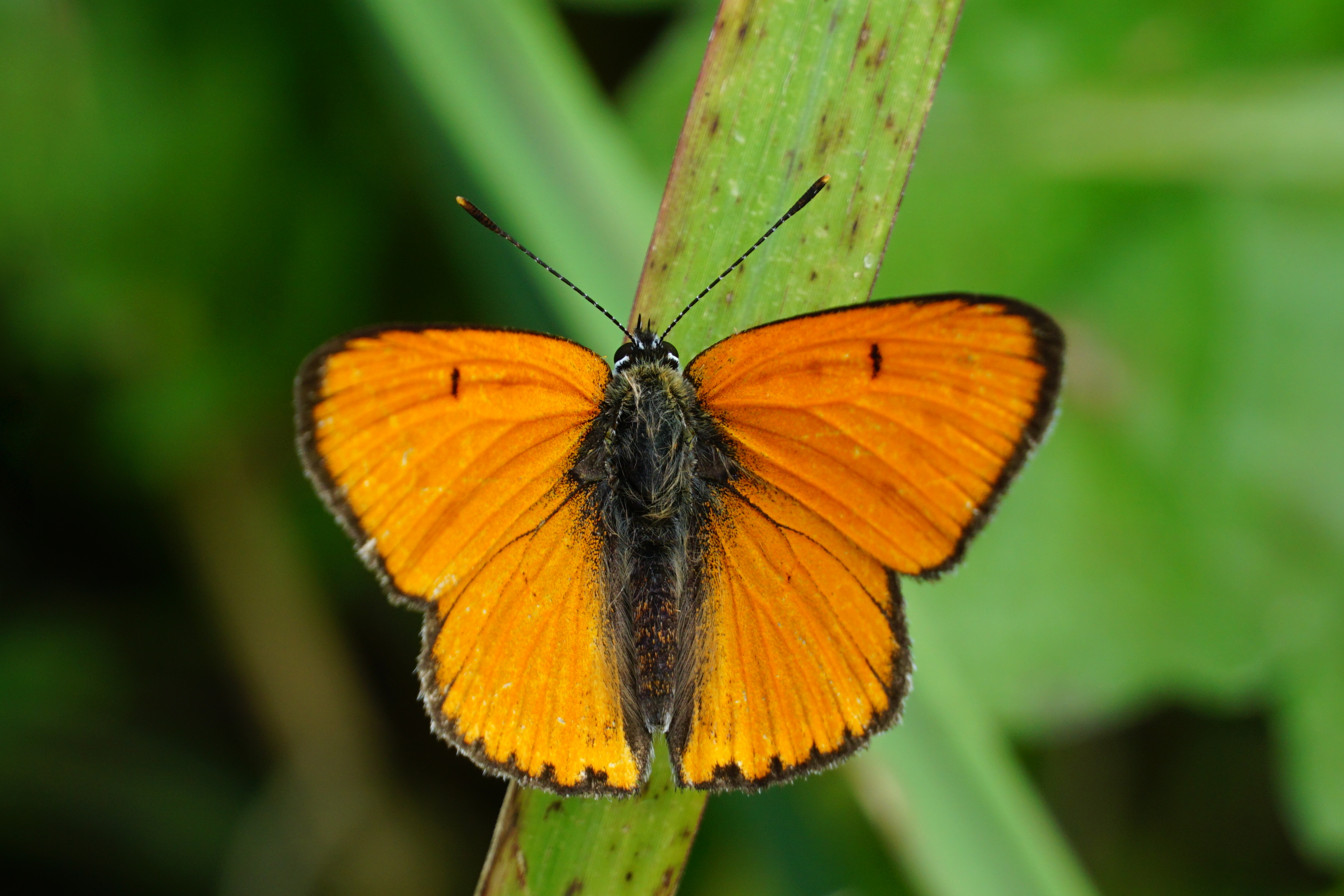
Cuivré des marais mâle.
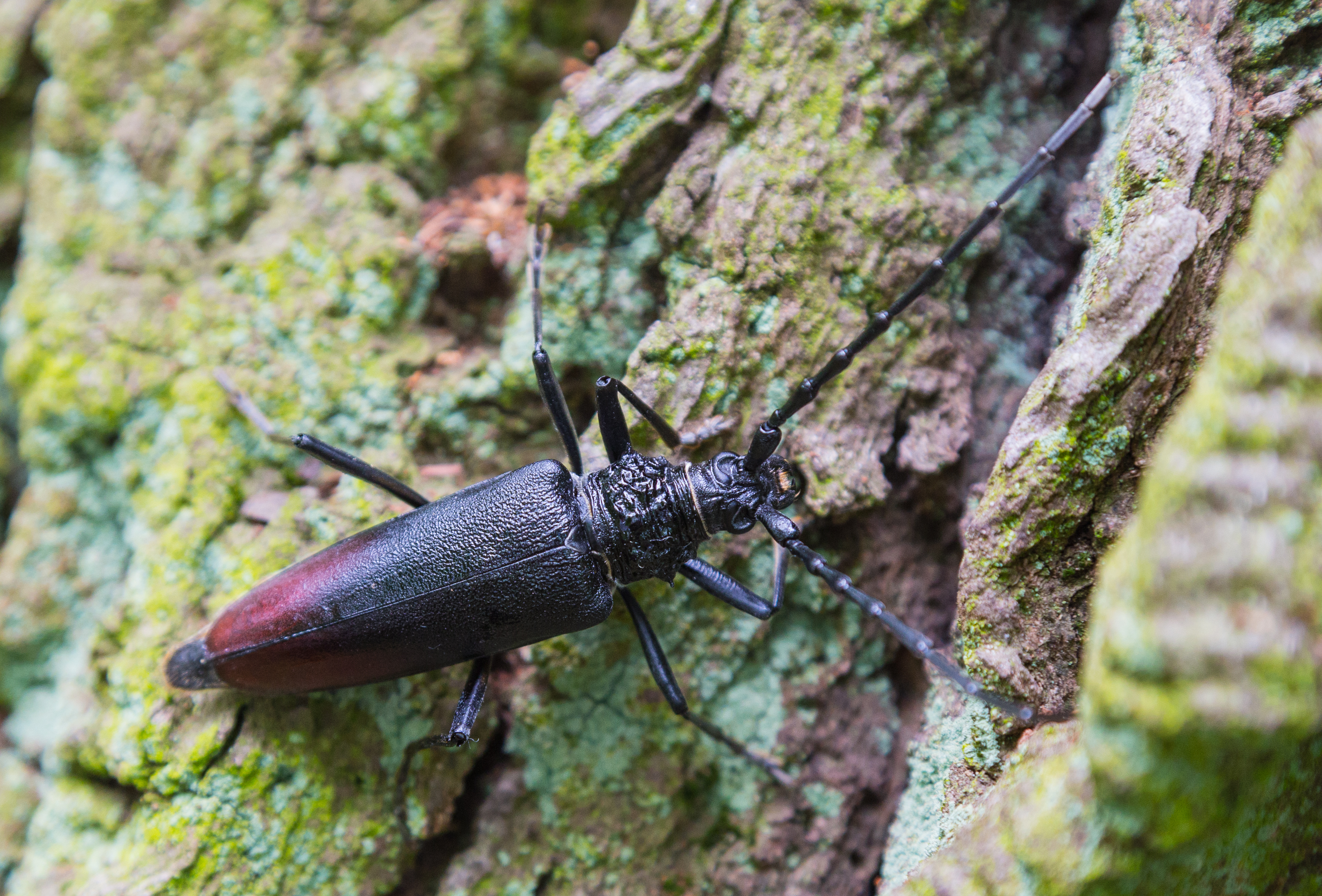
Grand capricorne.
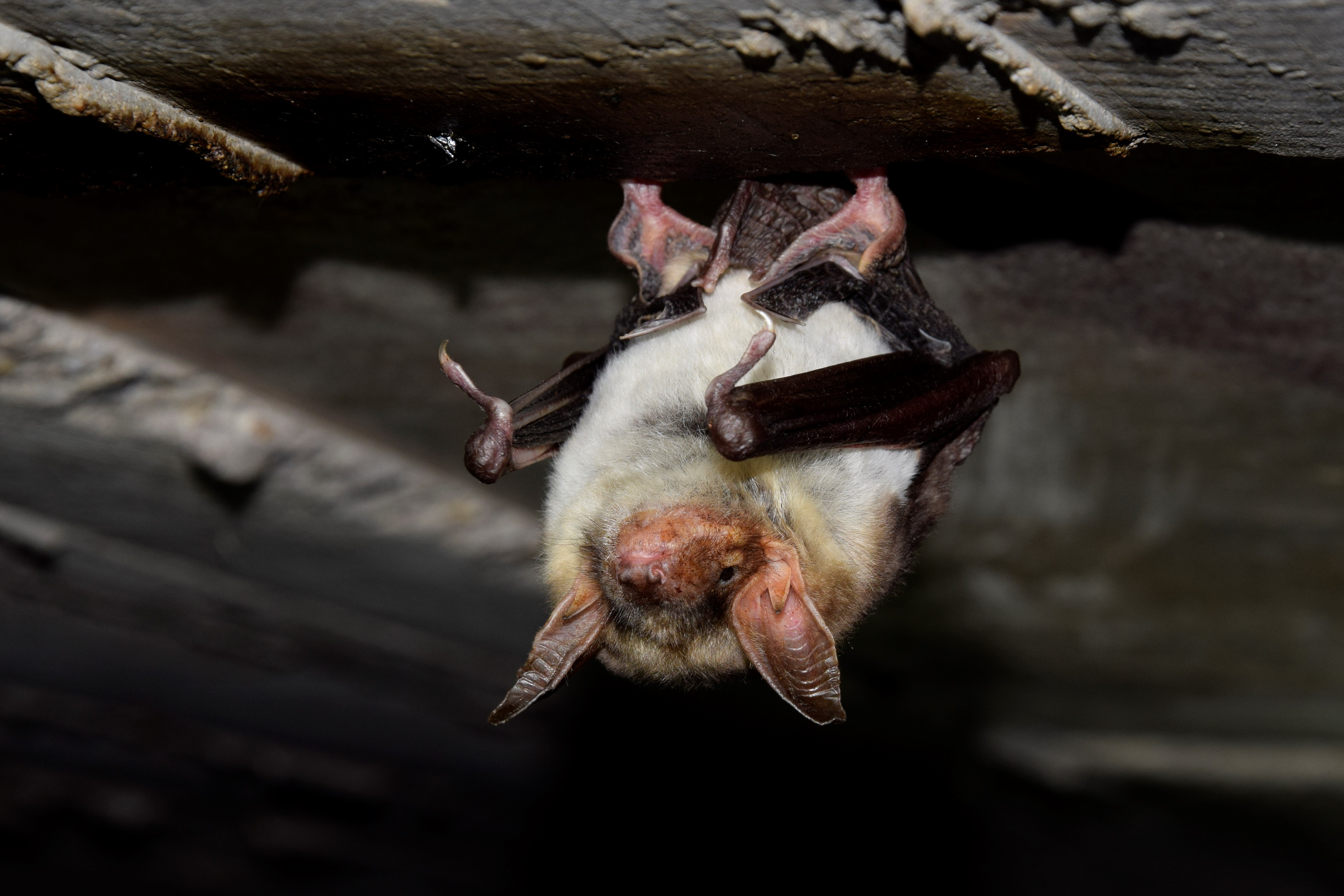
Grand Murin.
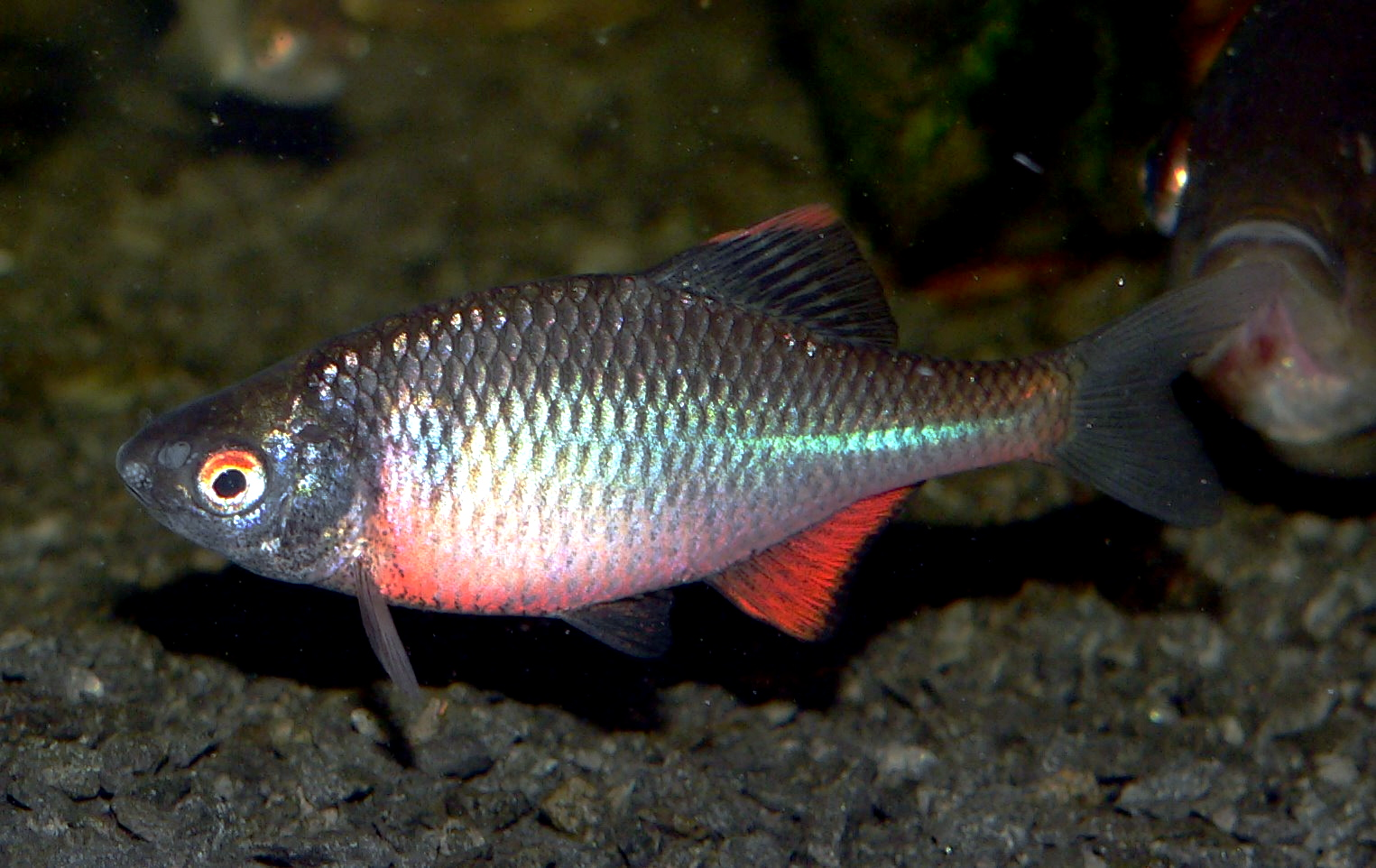
Bouvière.

### Autres espèces importantes
Quinze autres espèces ont été considérées comme importantes pour la zone, deux plantes : la Grande douve (Ranunculus lingua) et l'Utriculaire commune (Utricularia vulgaris), et treize oiseaux : le Bruant des roseaux (Emberiza schoeniclus), le Busard des roseaux (Circus aeruginosus), le Chevalier guignette (Actitis hypoleucos), la Cisticole des joncs (Cisticola juncidis), le Grèbe castagneux (Tachybaptus ruficollis), le Héron pourpré (Ardea purpurea), la Locustelle luscinioïde (Locustella luscinioides), la Locustelle tachetée (Locustella naevia), la Marouette ponctuée (Porzana porzana), le Martin-pêcheur d'Europe (Alcedo atthis), le Phragmite des joncs (Acrocephalus schoenobaenus), la Rousserolle effarvatte (Acrocephalus scirpaceus) et la Rousserolle turdoïde (Acrocephalus arundinaceus).

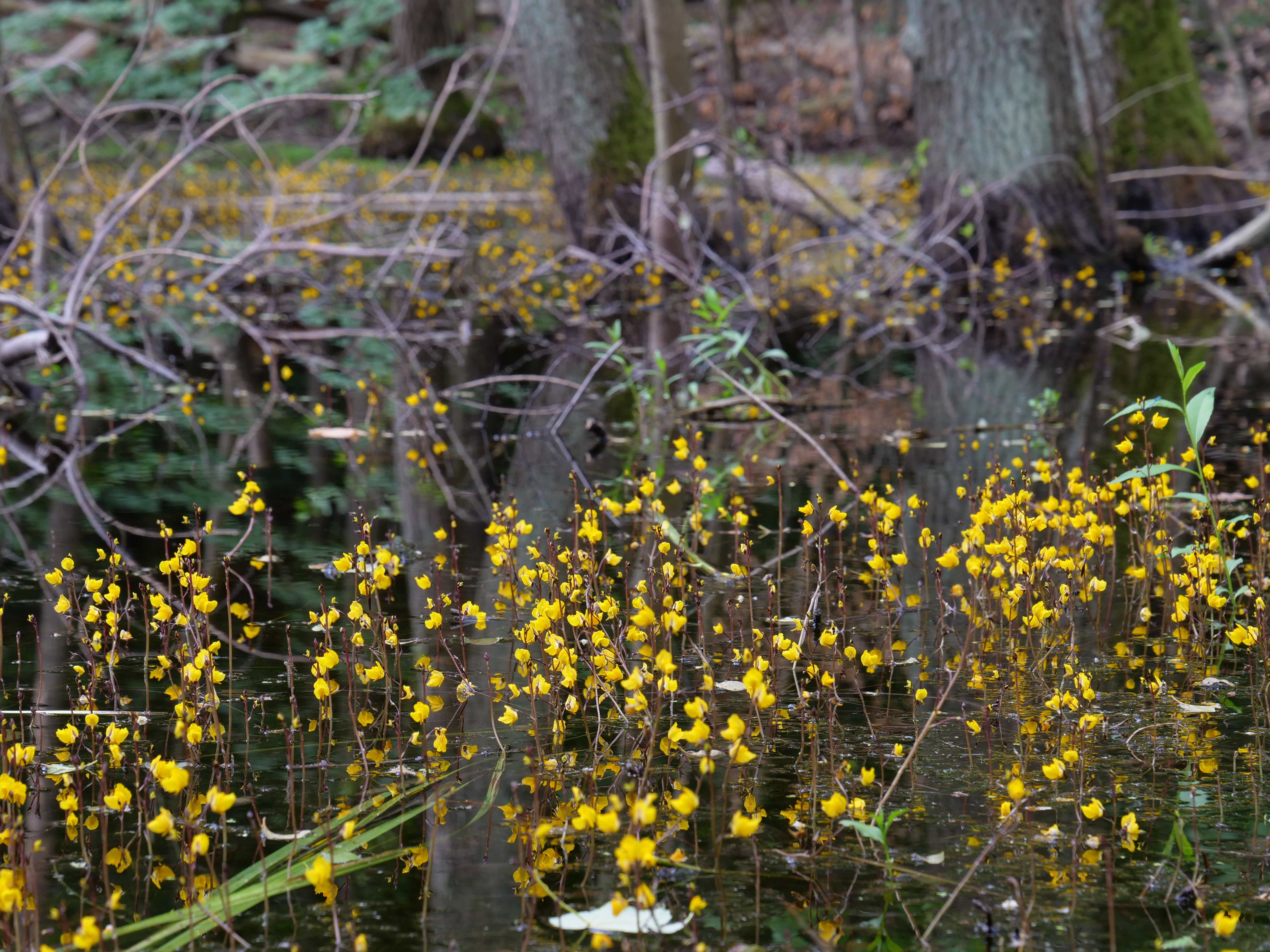
Fleurs d'Utriculaire commune.
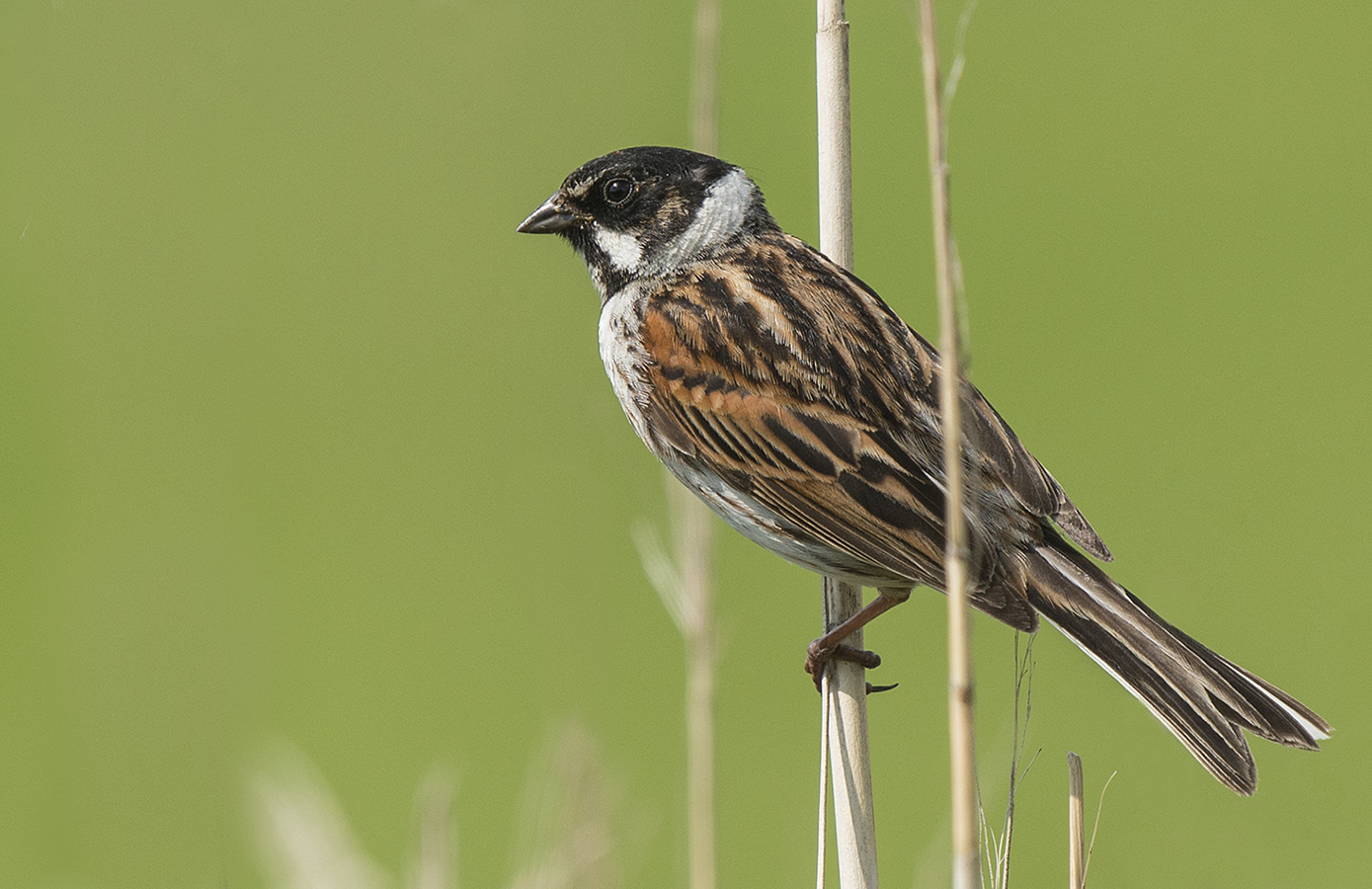
Bruant des roseaux mâle.
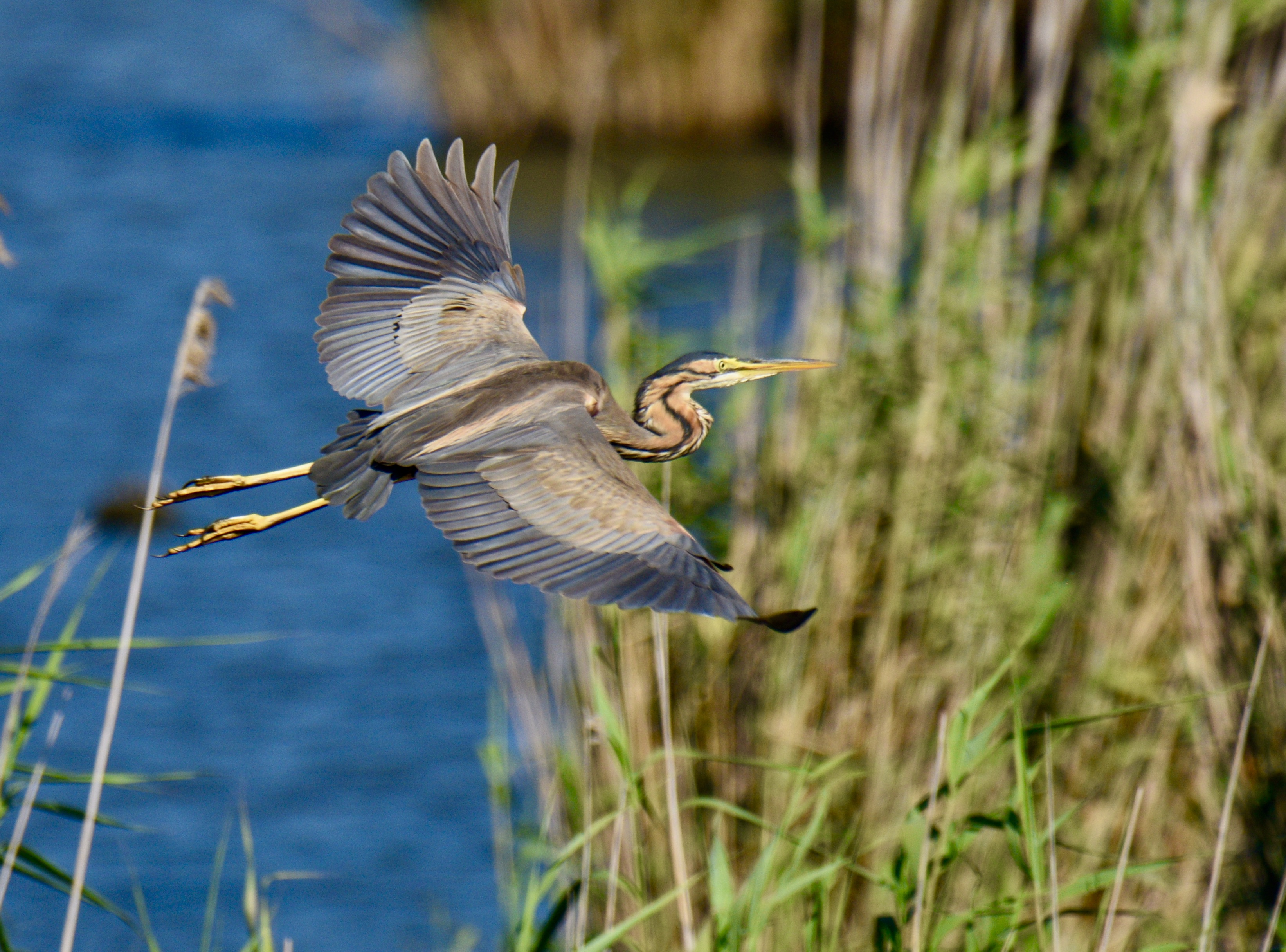
Héron pourpré en vol.
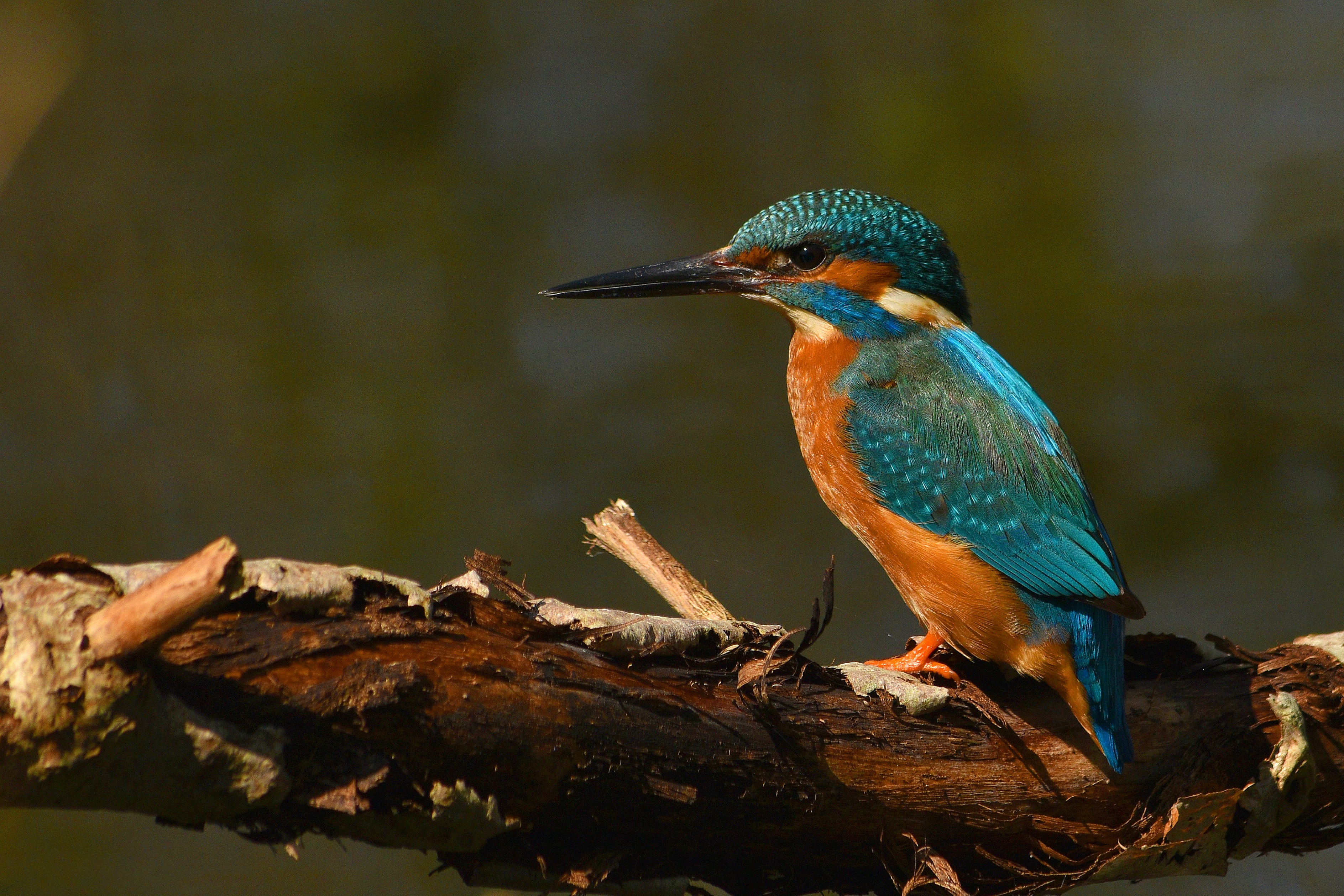
Martin-pêcheur d'Europe.
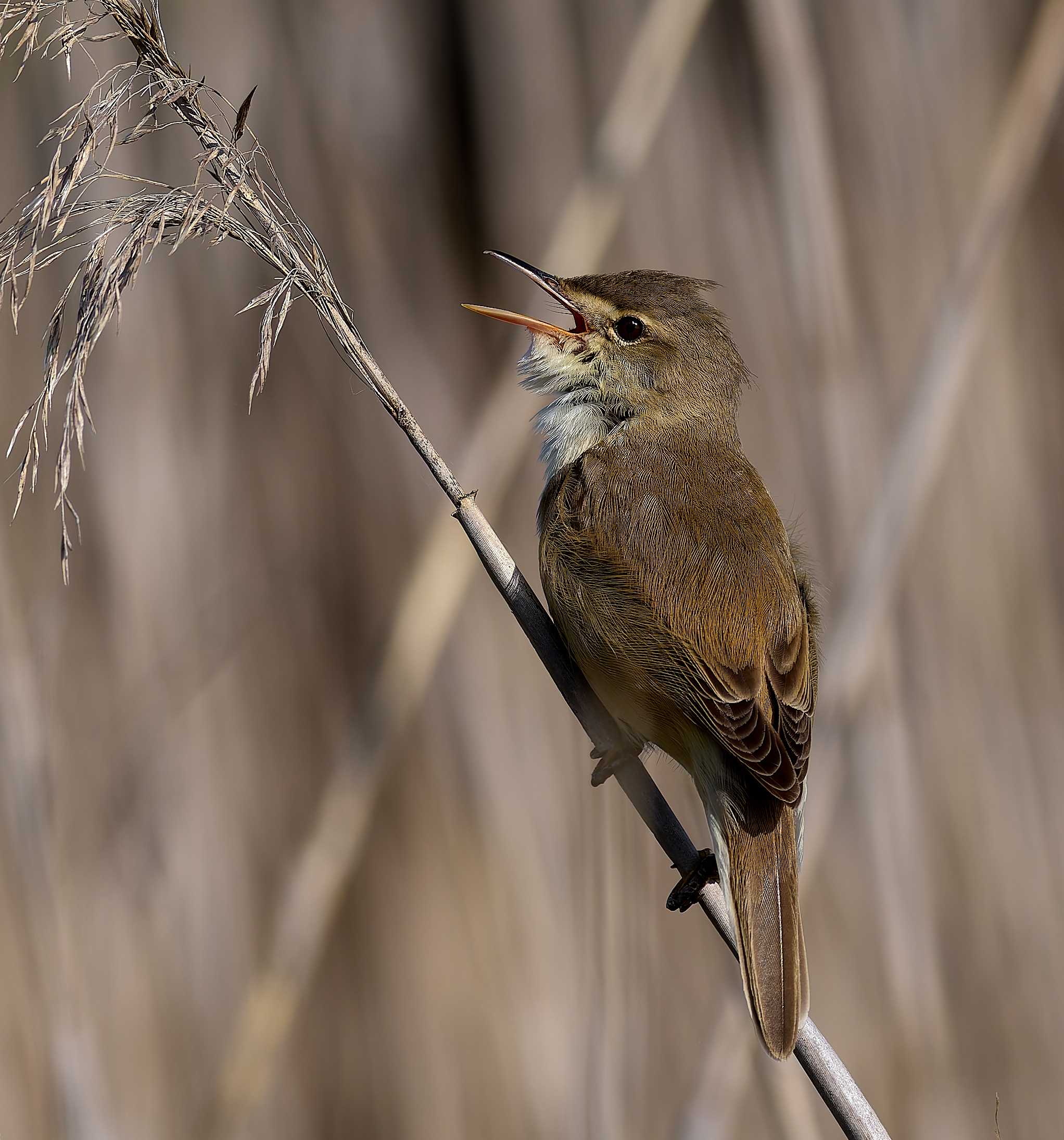
Rousserolle turdoïde en train de chanter.

### Autres espèces animales de l'autre zone Natura 2000 et des ZNIEFF detype 1
En réalité, les espèces animales présentes sur la zone sont bien plus nombreuses si l'on y ajoute celles recensées sur la zone Natura 2000 étang des Landes — dont le périmètre est identique à la zone Natura 2000 bassin de Gouzon — et sur les trois ZNIEFF de type 1 entièrement incluses dans la zone : l'étang de la Bastide, l'étang des Landes et l'étang Tête de Bœuf.
Parmi les espèces listées ci-dessous, le site où elles ont été recensées est indiqué sous la forme EB=étang de la Bastide, EL=étang des Landes (ZNIEFF), ET= étang Tête de Bœuf et N=étang des Landes (Natura 2000).
Ce sont donc plus de 300 espèces supplémentaires qui ont été identifiées dans le périmètre de la zone Natura 2000 bassin de Gouzon. On y trouve :
- quatre amphibiens : le Crapaud calamite (Epidalea calamita) (EB), le Crapaud commun (Bufo bufo) (EL+ET), la Grenouille rousse (Rana temporaria) (ET) et le Triton palmé (Lissotriton helveticus) (ET) ;
- 120 insectes dont :
  - 46 coléoptères : l'Agapanthie à pilosité verdâtre (Agapanthia villosoviridescens) (EL), Aphodius fimetarius (EL), l'Apodère du noisetier (Apoderus coryli) (EL), Bembidion latiplaga (pl) (EL), la Cantharide commune (Cantharis fusca) (EL), Cantharis pellucida (EL), le Carabe des bois (Carabus nemoralis) (EL), la Casside verte (Cassida viridis) (EL), la Cétoine dorée (Cetonia aurata) (EL), la Cétoine grise (Oxythyrea funesta) (EL), la Chrysomèle de la menthe (Chrysolina herbacea) (EL), la Chrysomèle de la salicaire (Galerucella calmariensis (en)) (EL), la Chrysomèle du peuplier (Chrysomela populi) (EL), la Chrysomèle fastueuse (Chrysolina fastuosa) (EL), la Chrysomèle polie (Chrysolina polita) (EL), la Chrysomèle versicolore du saule (Plagiodera versicolora) (EL), la Cicindèle champêtre (Cicindela campestris) (EL), le Clairon des ruches (Trichodes alvearius) (EL), le Clyte bélier (Clytus arietis) (EL), la Coccinelle à damier (Propylea quatuordecimpunctata) (EL), la Coccinelle à dix points (Adalia decempunctata) (EL), le Crache-sang (Timarcha tenebricosa) (EL), la Criocère des céréales (Oulema melanopus) (EL), Cryptocephalus decemmaculatus (no) (EL), la Donacie soyeuse (Plateumaris sericea) (EL), la Galérucelle du saule marsault (Lochmaea capreae) (EL), la Galéruque de l'aulne (Agelastica alni) (EL), la Galéruque du nénuphar (Galerucella nymphaeae) (EL), le Géotrupe du fumier (Geotrupes stercorarius) (EL), le Hanneton des jardins (Phyllopertha horticola) (EL), l'Hoplie bleue (Hoplia coerulea) (EL), la Lagrie hérissée (Lagria hirta) (EL), le Lepture noir (Stenurella nigra) (EL), le Lepture à suture noire (Stenurella melanura) (EL), le Lepture tacheté (Rutpela maculata) (EL), la Malachie à deux points (Malachius bipustulatus) (EL), Melinopterus prodromus (de) (EL), le Nécrophore fossoyeux Nicrophorus vespilloides (EL), l'Œdémère noble (Oedemera nobilis) (EL), le Petit vertubleu (Plagiosterna aenea (de)) (EL), le Petit crache-sang (Timarcha goettingensis) (EL), la Petite biche (Dorcus parallelipipedus) (EL), le Téléphore fauve (Rhagonycha fulva) (EL), le Téléphore livide (Cantharis livida) (EL), (Teuchestes fossor (en)) (EL), et le Thanatophile sinueux (Thanatophilus sinuatus (de)) (EL) ;
  - douze lépidoptères : l'Amaryllis (Pyronia tithonus) (EL), l'Argus bleu (Polyommatus icarus) (EL), la Carte géographique (Araschnia levana) (EL), le Citron (Gonepteryx rhamni) (EL), le Collier-de-corail (Aricia agestis) (EL), le Cuivré fuligineux (Lycaena tityrus) (EL), le Myrtil (Maniola jurtina) (EL), le Paon-du-jour (Aglais io) (EL+EB), la Piéride du chou (Pieris brassicae) (EL), la Piéride du navet (Pieris napi) (EL), la Piéride de la rave (Pieris rapae) (EL) et le Vulcain (Vanessa atalanta) (EL) ;
  - 44 odonates : l'Æschne affine (Aeshna affinis ) (EL+ET), l'Æschne bleue (Aeshna cyanea ) (EL+ET), l'Æschne isocèle (Aeshna isoceles) (ET), l'Æschne mixte (Aeshna mixta ) (EL+ET+EB), l'Æschne printanière (Brachytron pratense) (EL+ET), l'Agrion à fer de lance (Coenagrion hastulatum) (EL), l'Agrion à larges pattes (Platycnemis pennipes) (EL+ET), l'Agrion délicat (Ceriagrion tenellum) (EL+ET+EB), l'Agrion élégant (Ischnura elegans) (EL+ET), l'Agrion joli (Coenagrion pulchellum) (EL), l'Agrion jouvencelle (Coenagrion puella) (EL+ET), l'Agrion mignon (Coenagrion scitulum) (EL), l'Agrion nain (Ischnura pumilio) (EL), l'Agrion porte-coupe (Enallagma cyathigerum) (EL+ET+EB), l'Anax empereur (Anax imperator) (EL+ET), l'Anax napolitain (Anax parthenope) (EL+ET), le Caloptéryx éclatant (Calopteryx splendens) (EL), le Caloptéryx vierge (Calopteryx virgo) (EL+ET), la Cordulie à deux taches (Epitheca bimaculata) (EL+ET), la Cordulie bronzée (Cordulia aenea) (EL+ET), la Cordulie métallique (Somatochlora metallica) (EL), le Crocothémis écarlate (Crocothemis erythraea) (EL+ET), le Gomphe à pinces (Onychogomphus forcipatus) (EL), la Grande æschne (Aeshna grandis) (EL+ET), le Leste brun (Sympecma fusca) (EL+ET), le Leste des bois (Lestes dryas) (EL), le Leste fiancé (Lestes sponsa) (EL+ET+EB), le Leste sauvage (Lestes barbarus) (EL), le Leste verdoyant (Lestes virens) (EL+ET), le Leste vert (Chalcolestes viridis) (EL+ET), la Libellule à quatre taches (Libellula quadrimaculata) (EL+ET), la Libellule déprimée (Libellula depressa) (EL+ET), la Naïade aux yeux rouges (Erythromma najas) (EL+ET+EB), la Naïade au corps vert (Erythromma viridulum) (EL+ET), la Nymphe au corps de feu (Pyrrhosoma nymphula) (EL+ET), l'Orthétrum à stylets blancs (Orthetrum albistylum) (EL+ET), l'Orthétrum brun (Orthetrum brunneum) (EL), l'Orthétrum réticulé (Orthetrum cancellatum) (EL+ET+EB), le Sympétrum à nervures rouges (Sympetrum fonscolombii) (EL), le Sympétrum commun (Sympetrum vulgatum) (EL+ET), le Sympétrum jaune d'or (Sympetrum flaveolum) (EL), le Sympétrum méridional (Sympetrum meridionale) (EL+ET), le Sympétrum sanguin (Sympetrum sanguineum) (EL+ET+EB) et le Sympétrum strié (Sympetrum striolatum) (EL+ET) ;
  - seize orthoptères : le Conocéphale bigarré (Conocephalus fuscus) (EB), le Conocéphale des roseaux (Conocephalus dorsalis) (EL+ET+EB), la Courtilière commune (Gryllotalpa gryllotalpa) (EL), le Criquet des clairières (Chrysochraon dispar) (EL+EB), le Criquet des pâtures (Pseudochorthippus parallelus) (EL), le Criquet ensanglanté (Stethophyma grossum) (EL+EB), le Criquet mélodieux (Chorthippus biguttulus) (ET), le Criquet verdelet (Omocestus viridulus) (EL), le Criquet verte-échine (Chorthippus dorsatus (de)) (EL), la Decticelle bariolée (Roeseliana roeselii) (EL+EB), la Decticelle cendrée (Pholidoptera griseoaptera) (EL), l'Éphippigère des vignes (Ephippiger ephippiger) (EL), la Grande sauterelle verte (Tettigonia viridissima) (EL), le Grillon champêtre (Gryllus campestris) (EL+ET), le Grillon des bois (Nemobius sylvestris) (EL) et le Grillon des marais (de) (Pteronemobius heydenii) (EL),
  - deux autres espèces : le ou la[Note 1] Forficule (Forficula auricularia) (EL) et la Mante religieuse (Mantis religiosa) (EL) ;
- douze mammifères : la Belette d'Europe (Mustela nivalis) (EL), le Blaireau européen (Meles meles) (EL), le Campagnol amphibie (Arvicola sapidus) (EL), le Campagnol souterrain (Microtus subterraneus) (EL), le Chevreuil (Capreolus capreolus) (EL+ET), le Crossope aquatique (Neomys fodiens) (EL), l'Hermine (Mustela erminea) (EL), le Putois (Mustela putorius) (EL), le Ragondin (Myocastor coypus) (ET+EB), le Rat musqué (Ondatra zibethicus) (EL), le Renard roux (Vulpes vulpes) (EL) et le Sanglier (Sus scrofa) (EL) ;
- 197 oiseaux : l'Accenteur mouchet (Prunella modularis) (EL+ET+EB), l'Aigle botté (Hieraaetus pennatus) (N+EL+EB), l'Aigle criard (Clanga clanga) (N), l'Aigrette garzette (Egretta garzetta) (N+EL+EB), l'Alouette des champs (Alauda arvensis) (EL+ET), l'Alouette lulu (Lullula arborea) (EL), l'Autour des palombes (Accipiter gentilis) (N+EL+ET+EB), l'Avocette élégante (Recurvirostra avosetta) (N), le Balbuzard pêcheur (Pandion haliaetus) (N+EL+ET+EB), la Barge à queue noire (Limosa limosa) (EL+EB), la Barge rousse (Limosa lapponica) (N), le Bec-croisé des sapins (Loxia curvirostra) (N+EL), le Bécasseau cocorli (Calidris ferruginea) (N), le Bécasseau de Temminck (Calidris temminckii) (N), le Bécasseau maubèche (Calidris canutus) (N), le Bécasseau minute (Calidris minuta) (EL+EB), le Bécasseau variable (Calidris alpina) (EL), la Bécassine des marais (Gallinago gallinago) (N+EL+EB), la Bécassine double (Gallinago media) (N), la Bécassine sourde (Lymnocryptes minimus) (EL), la Bergeronnette des ruisseaux (Motacilla cinerea) (EL+ET), la Bergeronnette grise (Motacilla alba) (EL+ET+EB), la Bergeronnette printanière (Motacilla flava flava) (N+EL), la Bernache du Canada (Branta canadensis) (N), le Bihoreau gris (Nycticorax nycticorax) (N+EL+ET+EB), le Blongios nain (Ixobrychus minutus) (EL), la Bondrée apivore (Pernis apivorus) (N+EL+ET+EB), la Bouscarle de Cetti (Cettia cetti) (N+EL+ET), le Bouvreuil pivoine (Pyrrhula pyrrhula) (EL+ET), le Bruant jaune (Emberiza citrinella) (EL), le Bruant ortolan (Emberiza hortulana) (N+EL), le Bruant proyer (Emberiza calandra) (EL), le Busard cendré (Circus pygargus) (N+EL), le Busard Saint-Martin (Circus cyaneus) (N+EL+ET+EB), la Buse variable (Buteo buteo) (EL+ET+EB), le Butor étoilé (Botaurus stellaris) (EL+ET), la Caille des blés (Coturnix coturnix) (EL), le Canard chipeau (Mareca strepera) (N+EL+ET+EB), le Canard colvert (Anas platyrhynchos) (EL+ET+EB), le Canard pilet (Anas acuta) (EL+EB), le Canard siffleur (Mareca penelope) (EL), le Canard souchet (Spatula clypeata) (N+EL+ET+EB), le Chardonneret élégant (Carduelis carduelis) (EL+ET), le Chevalier aboyeur (Tringa nebularia) (EL+EB), le Chevalier arlequin (Tringa erythropus) (N+EB), le Chevalier cul-blanc (Tringa ochropus) (N+EL+ET), le Chevalier gambette (Tringa totanus) (EL+ET+EB), le Chevalier stagnatile (Tringa stagnatilis) (N), le Chevalier sylvain (Tringa glareola) (N+EL), la Chevêche d'Athéna (Athene noctua) (EL), la Chouette effraie (Tyto alba) (EL+ET), la Chouette hulotte (Strix aluco) (EL), la Cigogne blanche (Ciconia ciconia) (N), la Cigogne noire (Ciconia nigra) (N), le Circaète Jean-le-Blanc (Circaetus gallicus) (N+EL+EB), le Combattant varié (Calidris pugnax) (N+EB), le Corbeau freux (Corvus frugilegus) (N+EL), la Corneille noire (Corvus corone) (EL+ET+EB), le Coucou gris (Cuculus canorus) (EL+ET+EB), le Courlis cendré (Numenius arquata) (EB), le Courlis corlieu (Numenius phaeopus) (N), le Crabier chevelu (Ardeola ralloides) (N+EL), le Cygne de Bewick (Cygnus columbianus bewickii) (N), le Cygne tuberculé (Cygnus olor) (N), l'Échasse blanche (Himantopus himantopus) (N), l'Engoulevent d'Europe (Caprimulgus europaeus) (N+EL), l'Épervier d'Europe (Accipiter nisus) (EL+ET), l'Étourneau sansonnet (Sturnus vulgaris) (EL+ET+EB), le Faisan de Colchide (Phasianus colchicus) (EL), le Faucon crécerelle (Falco tinnunculus) (EL+EB), le Faucon émerillon (Falco columbarius) (N), le Faucon hobereau (Falco subbuteo) (EL), le Faucon pèlerin (Falco peregrinus) (N+EL+ET), la Fauvette à tête noire (Sylvia atricapilla) (EL+ET+EB), la Fauvette des jardins (Sylvia borin) (EL+ET+EB), la Fauvette grisette (Sylvia communis) (EL+ET+EB), la Foulque macroule (Fulica atra) (N+EL+ET+EB), le Fuligule à collier (Aythya collaris) (N), le Fuligule milouin (Aythya ferina) (N+EL+ET+EB), le Fuligule milouinan (Aythya marila) (N+EL+ET+EB), le Fuligule morillon (Aythya fuligula) (N+EL+ET+EB), le Fuligule nyroca (Aythya nyroca) (N), la Gallinule poule-d'eau (Gallinula chloropus) (EL+ET+EB), le Garrot à œil d'or (Bucephala clangula) (N), le Geai des chênes (Garrulus glandarius) (EL+ET+EB), le Gobemouche gris (Muscicapa striata) (ET), le Gobemouche noir (Ficedula hypoleuca) (N+ET), le Goéland argenté (Larus argentatus) (EL), le Goéland marin (Larus marinus) (N), le Goéland railleur (Chroicocephalus genei) (N), le Gorgebleue à miroir (Luscinia svecica) (N+EL), le Grand Corbeau (Corvus corax) (N+EL), le Grand Cormoran (Phalacrocorax carbo) (N), la Grande Aigrette (Ardea alba) (N+EB), le Grèbe à cou noir (Podiceps nigricollis) (N), le Grèbe huppé (Podiceps cristatus) (EL+ET+EB), le Grèbe jougris (Podiceps grisegena) (N), le Grimpereau des bois (Certhia familiaris) (N), le Grimpereau des jardins (Certhia brachydactyla) (EL+ET), la Grive draine (Turdus viscivorus) (EL+ET), la Grive litorne (Turdus pilaris) (N+EL+ET), la Grive mauvis (Turdus iliacus) (EL), la Grive musicienne (Turdus philomelos) (ET+EB), le Gros-bec casse-noyaux (Coccothraustes coccothraustes) (ET), la Grue cendrée (Grus grus) (N+EL), la Guifette moustac (Chlidonias hybrida) (N+EL), la Guifette noire (Chlidonias niger) (N+EL), le Harle bièvre (Mergus merganser) (EL+EB), le Harle piette (Mergellus albellus) (N), le Héron cendré (Ardea cinerea) (EL+ET+EB), le Héron garde-bœufs (Bubulcus ibis) (N+EL), le Hibou des marais (Asio flammeus) (N), le Hibou moyen-duc (Asio otus) (EL), l'Hirondelle de fenêtre (Delichon urbicum) (EL+EB), l'Hirondelle de rivage (Riparia riparia) (N+EL+ET+EB), l'Hirondelle rustique (Hirundo rustica) (EL+ET+EB), la Huppe fasciée (Upupa epops) (EL+ET+EB), l'Hypolaïs polyglotte (Hippolais polyglotta) (EL+ET), la Linotte mélodieuse (Linaria cannabina) (EL), le Loriot d'Europe (Oriolus oriolus) (EL+ET), la Marouette de Baillon (Porzana pusilla) (EL), la Marouette poussin (Porzana parva) (EL), le Martinet noir (Apus apus) (EL), le Merle à plastron (Turdus torquatus) (EL), le Merle noir (Turdus merula) (EL+ET+EB), la Mésange à longue queue (Aegithalos caudatus) (EL+ET), la Mésange bleue (Cyanistes caeruleus) (EL+ET), la Mésange boréale (Poecile montanus) (N+EL+ET), la Mésange charbonnière (Parus major) (EL+ET+EB), la Mésange huppée (Lophophanes cristatus) (ET), la Mésange nonnette (Poecile palustris) (EL+ET), le Milan noir (Milvus migrans) (N+EL+ET+EB), le Milan royal (Milvus milvus) (N+EL+ET+EB), le Moineau domestique (Passer domesticus) (EL+ET), le Moineau friquet (Passer montanus) (EL), la Mouette mélanocéphale (Ichthyaetus melanocephalus) (N), la Mouette rieuse (Chroicocephalus ridibundus) (EL+ET), la Nette rousse (Netta rufina) (N), l'Œdicnème criard (Burhinus oedicnemus) (N+EL), l'Oie cendrée (Anser anser) (EL), l'Oie des moissons (Anser fabalis), (N+EL), l'Oie rieuse (Anser albifrons) (N), la Panure à moustaches (Panurus biarmicus) (N+EL), la Perdrix grise (Perdix perdix) (EL), le Petit Gravelot (Charadrius dubius) (N+EL), le Phragmite aquatique (Acrocephalus paludicola) (N+EL), le Pic épeiche (Dendrocopos major) (EL+ET), le Pic épeichette (Dryobates minor) (ET), le Pic mar (Dendrocoptes medius) (N+EL), le Pic noir (Dryocopus martius) (N+EL+ET), le Pic vert (Picus viridis) (EL+ET), la Pie bavarde (Pica pica) (EL+ET+EB), la Pie-grièche à tête rousse (Lanius senator) (N), la Pie-grièche écorcheur (Lanius collurio) (N+EL), la Pie-grièche grise (Lanius excubitor) (N+EL+EB), le Pigeon colombin (Columba oenas) (N+EL), le Pigeon ramier (Columba palumbus) (EL+ET), le Pinson des arbres (Fringilla coelebs) (EL+ET+EB), le Pinson du Nord (Fringilla montifringilla) (EL), le Pipit des arbres (Anthus trivialis) (EL+ET), le Pipit farlouse (Anthus pratensis) (EL+ET+EB), le Pipit spioncelle (Anthus spinoletta) (EL), le Plongeon catmarin (Gavia stellata) (N), le Plongeon huard (Gavia immer) (N), le Pluvier argenté (Pluvialis squatarola) (N+EL), le Pluvier doré (Pluvialis apricaria) (N), le Pluvier grand-gravelot (Charadrius hiaticula) (EL), le Pluvier guignard (Charadrius morinellus) (N), le Pouillot fitis (Phylloscopus trochilus) (EL+ET+EB), le Pouillot siffleur (Phylloscopus sibilatrix) (ET), le Pouillot véloce (Phylloscopus collybita) (EL+ET+EB), le Pygargue à queue blanche (Haliaeetus albicilla) (N), le Râle d'eau (Rallus aquaticus) (N+EL+ET), le Râle des genêts (Crex crex) (N+EL), le Roitelet huppé (Regulus regulus) (ET), le Rossignol philomèle (Luscinia megarhynchos) (EL+ET), le Rouge-gorge familier (Erithacus rubecula) (EL+ET), le Rougequeue noir (Phoenicurus ochruros) (EL+ET), la Sarcelle d'été (Spatula querquedula) (N+EL+ET+EB), la Sarcelle d'hiver (Anas crecca) (N+EL+ET+EB), le Serin cini (Serinus serinus) (EL), la Sittelle torchepot (Sitta europaea) (EL), la Spatule blanche (Platalea leucorodia) (N), la Sterne arctique (Sterna paradisaea) (N), la Sterne caugek (Thalasseus sandvicensis) (N), la Sterne naine (Sternula albifrons) (N+EL), la Sterne pierregarin (Sterna hirundo) (N+EL), le Tadorne de Belon (Tadorna tadorna) (N+ET+EB), le Tarier des prés (Saxicola rubetra) (N+EL+EB), le Tarier pâtre (Saxicola rubicola) (EL+EB), le Tarin des aulnes (Spinus spinus) (N+EL+ET+EB), le Torcol fourmilier (Jynx torquilla) (N+EL), la Tourterelle turque (Streptopelia decaocto) (EL+ET), le Traquet motteux (Oenanthe oenanthe) (N+EL), le Troglodyte mignon (Troglodytes troglodytes) (EL+ET), le Vanneau huppé (Vanellus vanellus) (EL+ET+EB) et le Verdier d'Europe (Chloris chloris) (EL+ET) ;
- deux poissons : le Grand brochet (Esox lucius) (EL+EB) et le Rotengle (Scardinius erythrophthalmus) (EL) ;
- un reptile : le Lézard des murailles (Podarcis muralis) (ET).

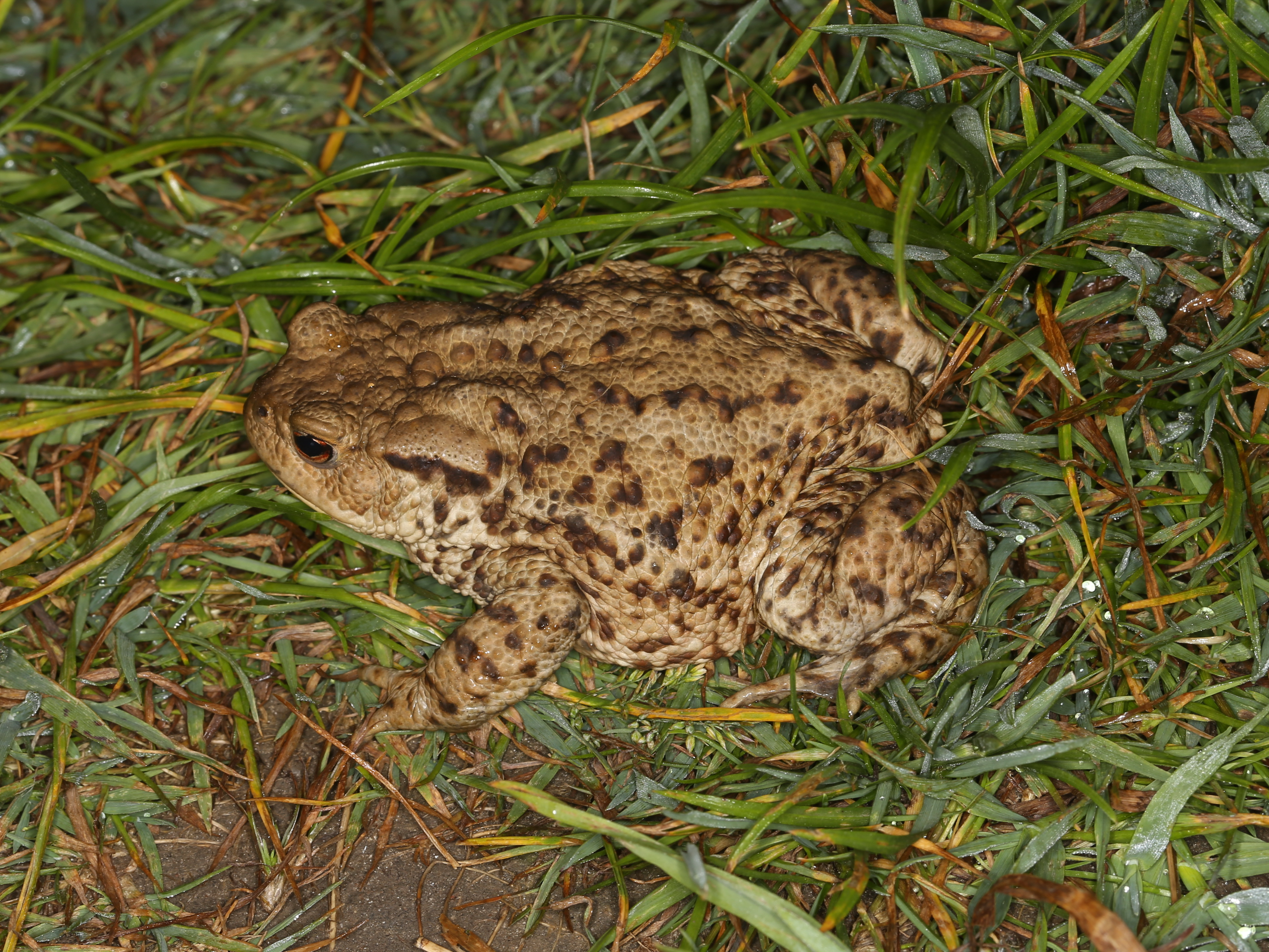
Crapaud commun.
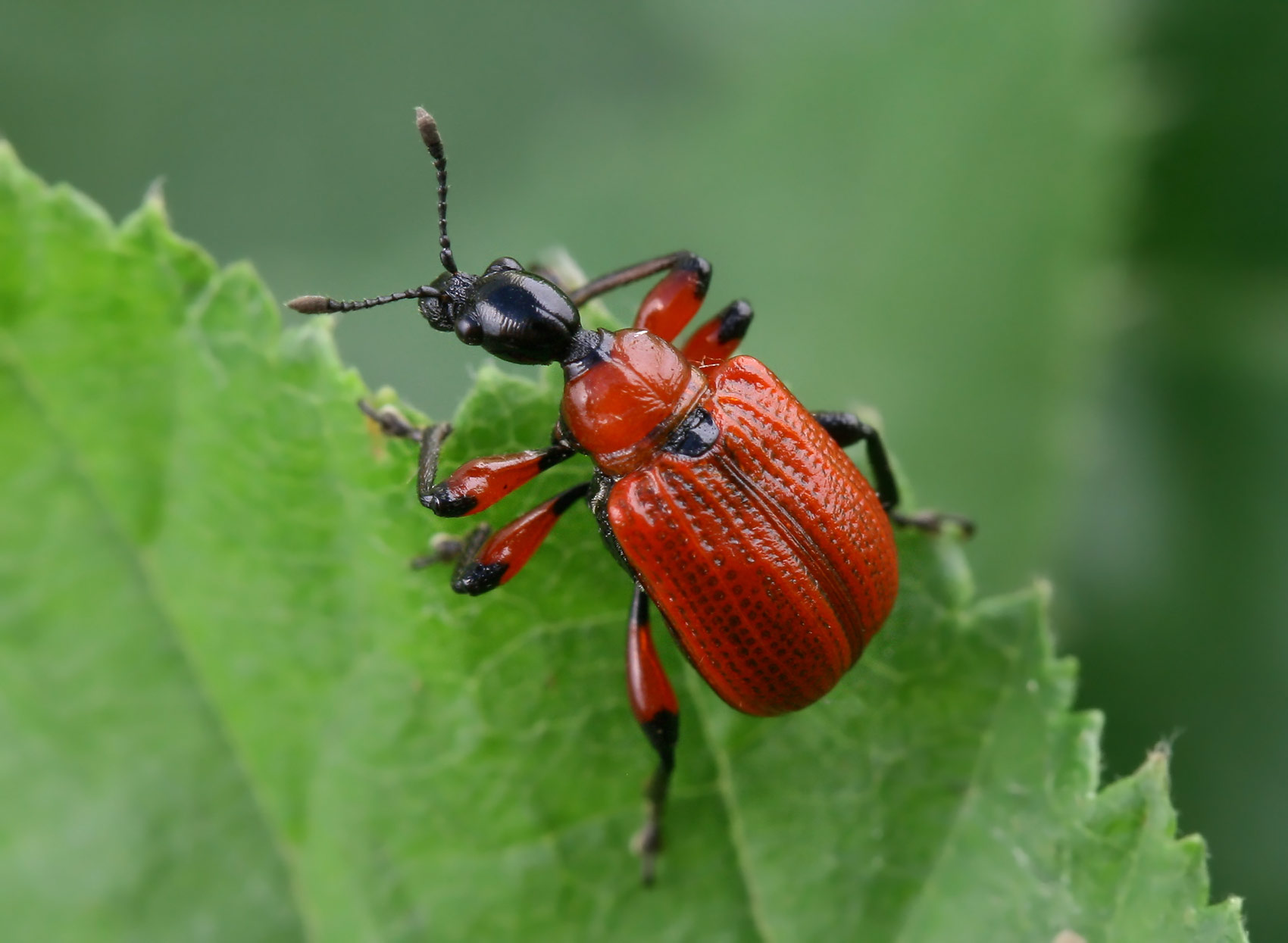
Apodère du noisetier.
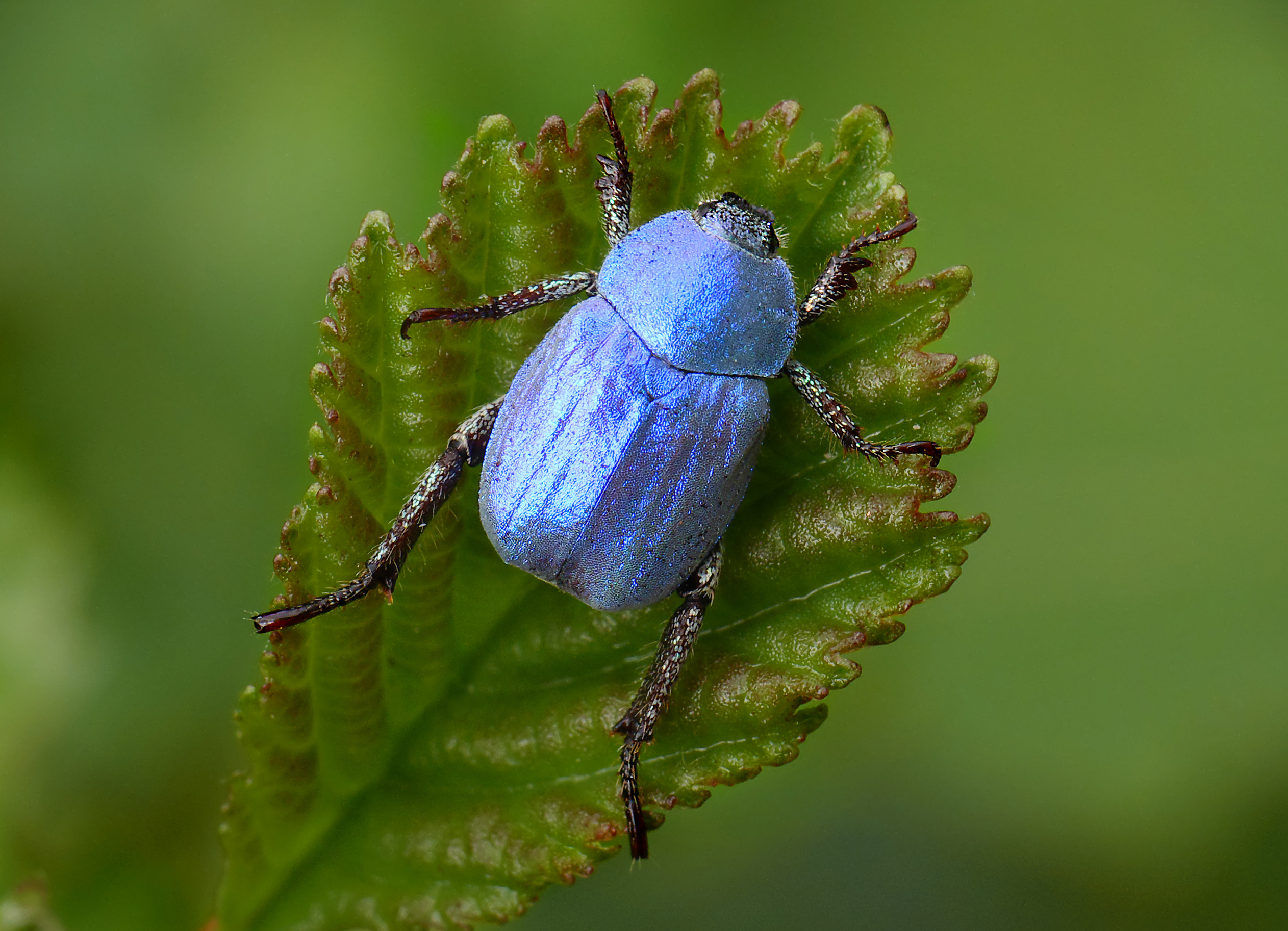
Hoplie bleue.
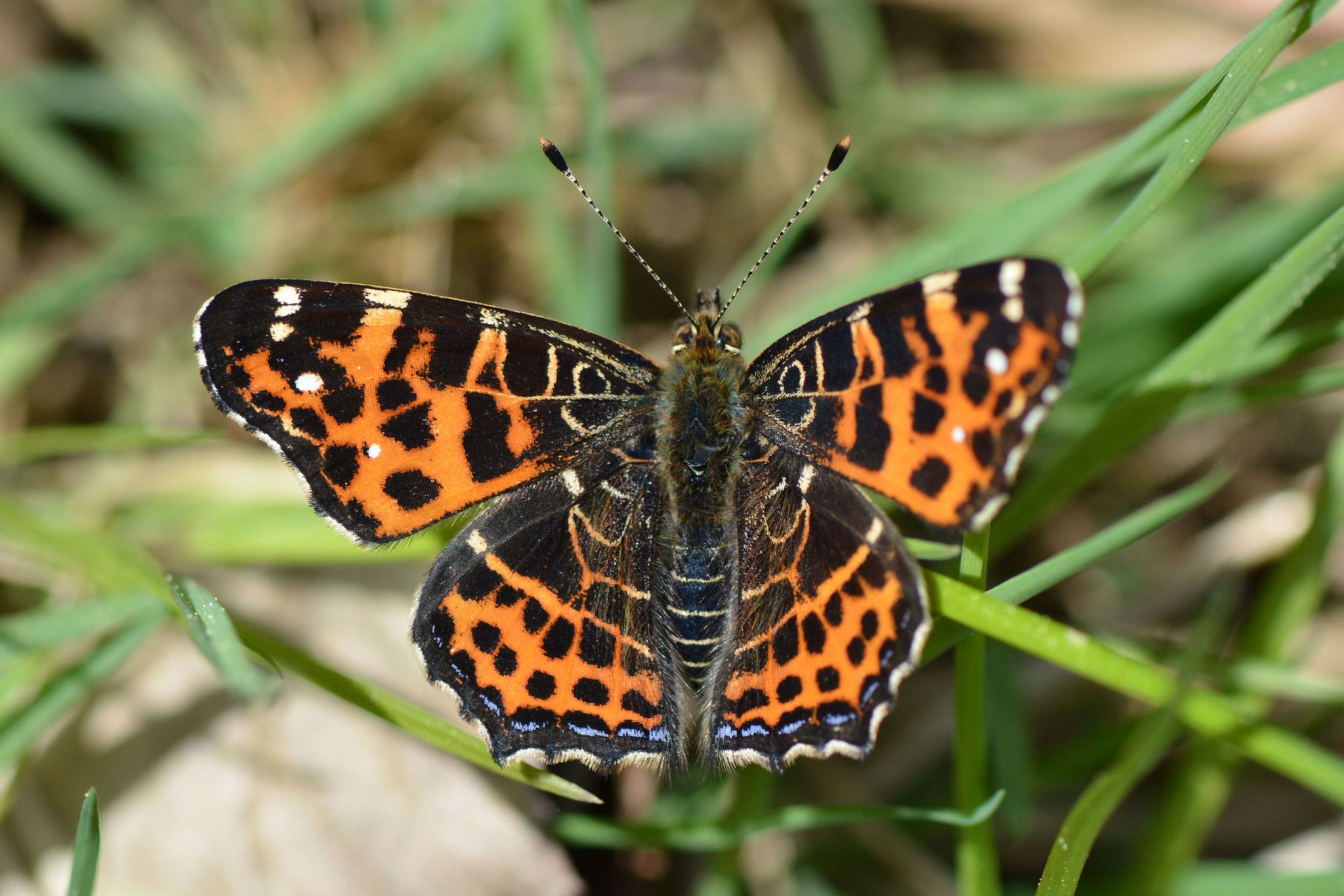
Carte géographique, forme levana.
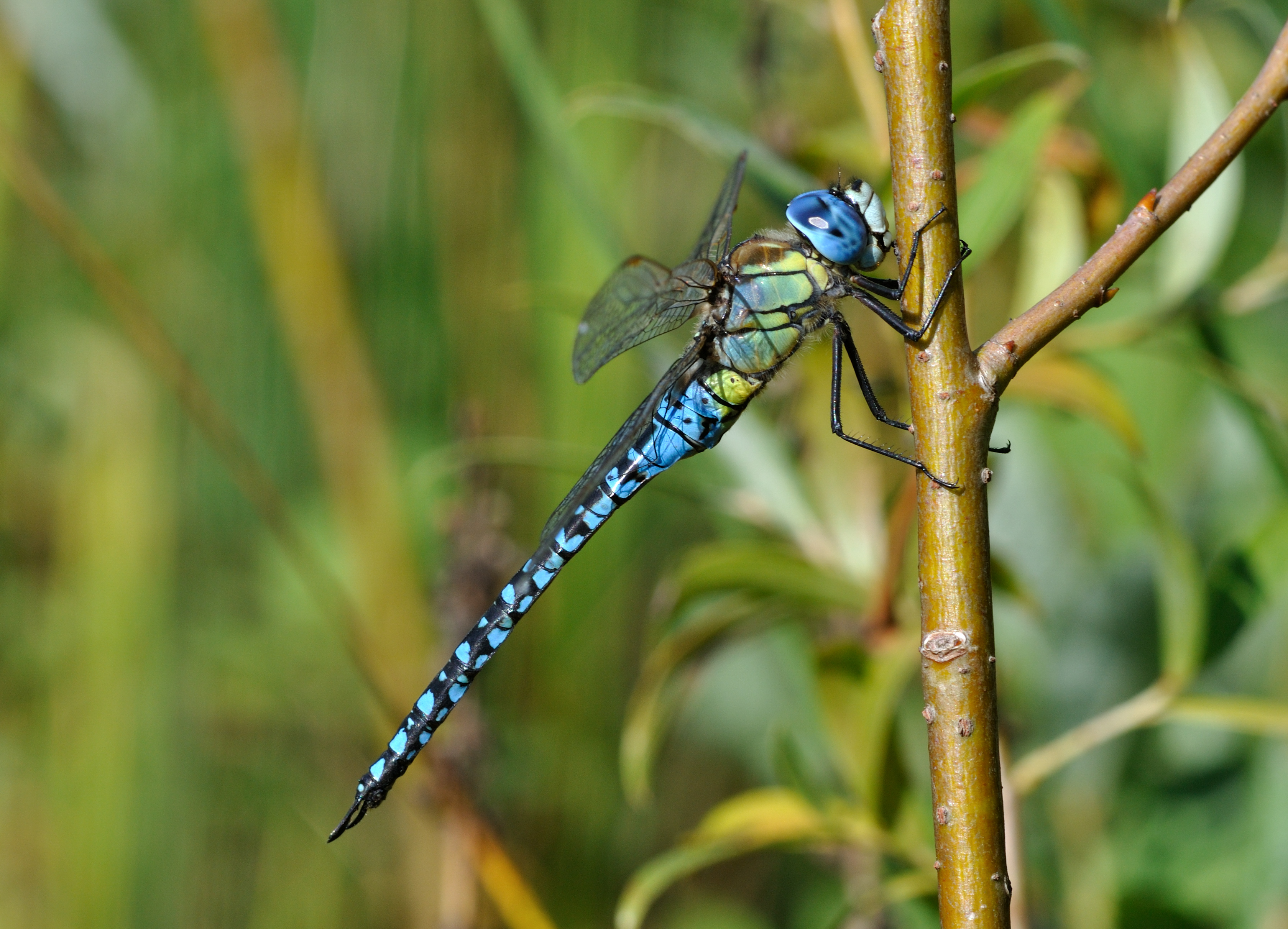
Æschne affine mâle.
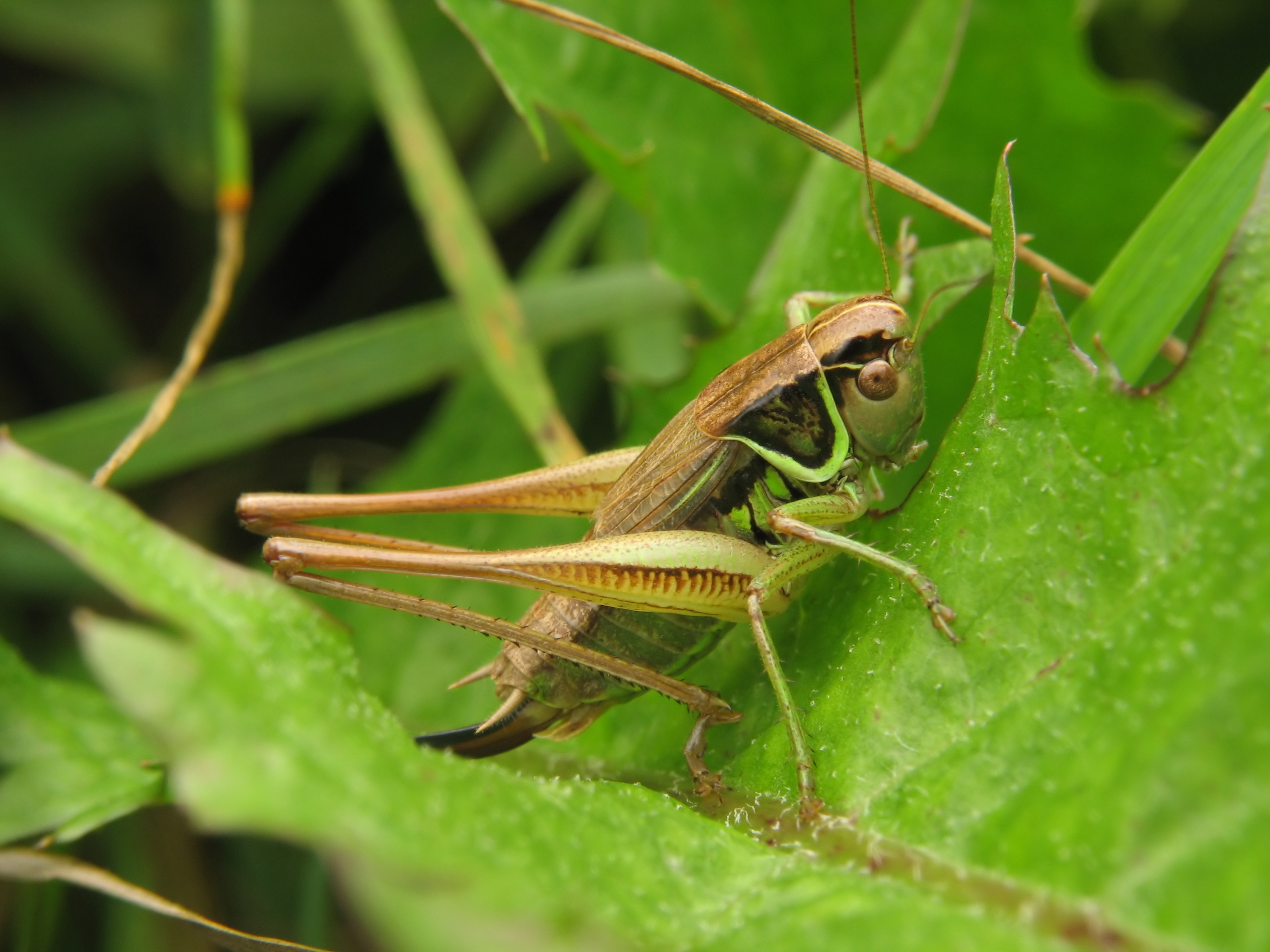
Decticelle bariolée.
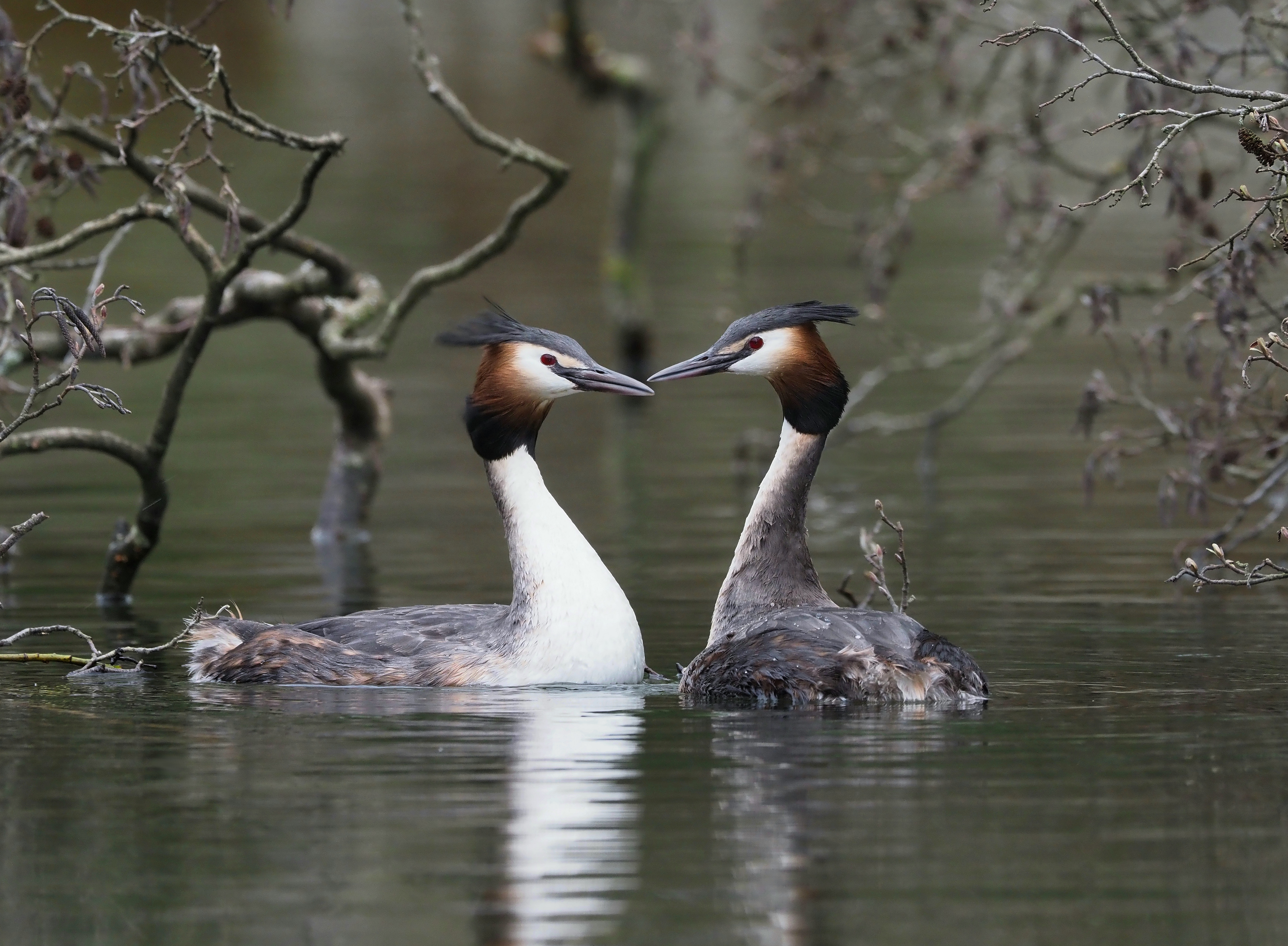
Couple de Grèbes huppés.
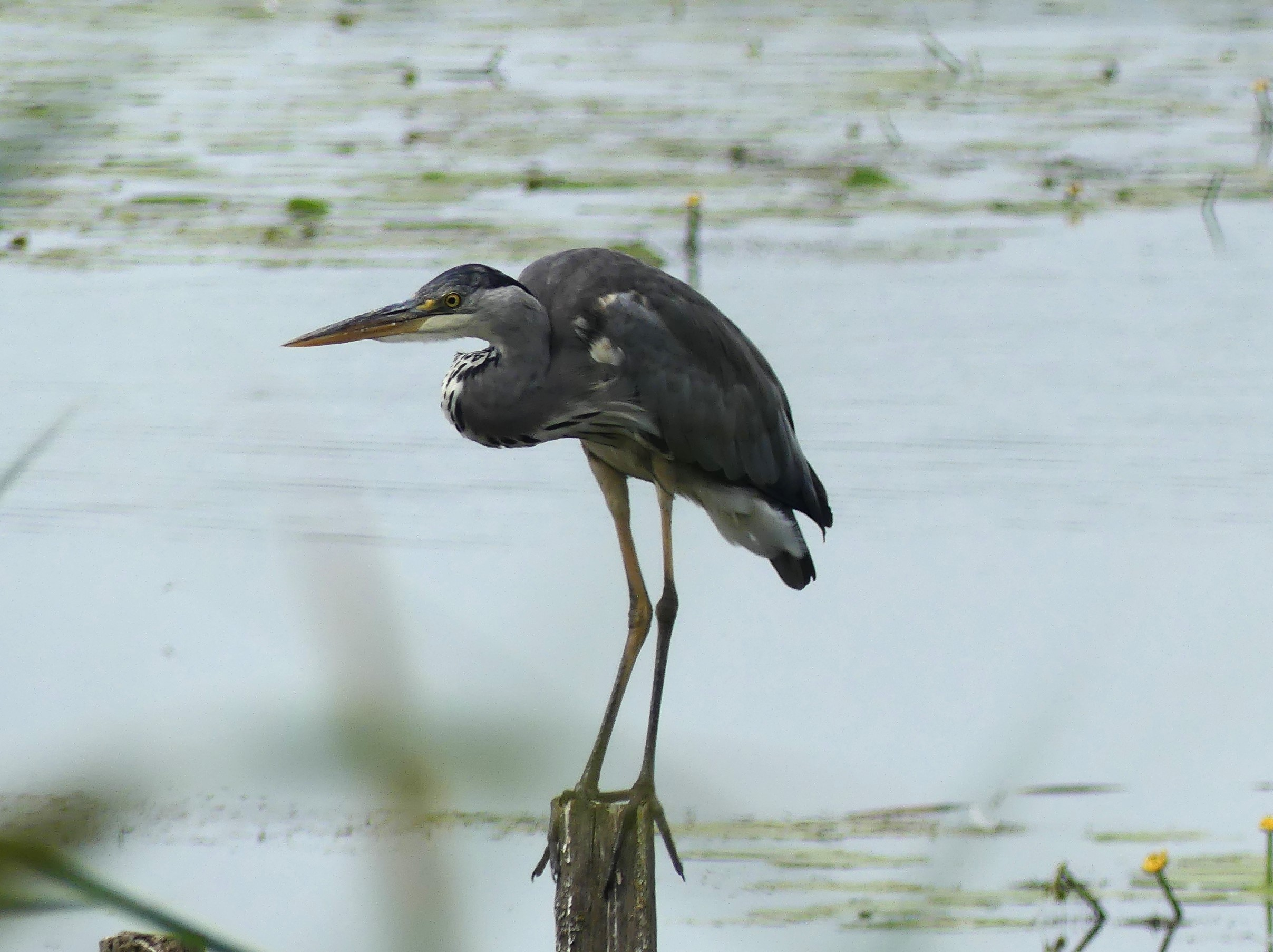
Héron cendré (photo prise à l'étang des Landes).
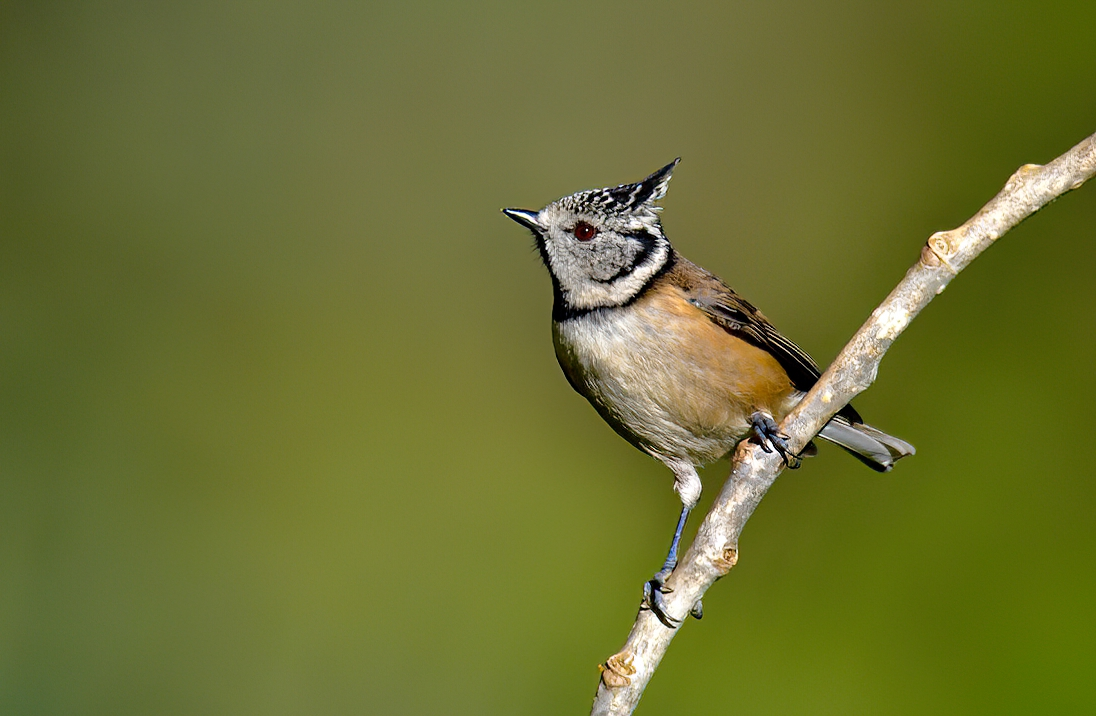
Mésange huppée.
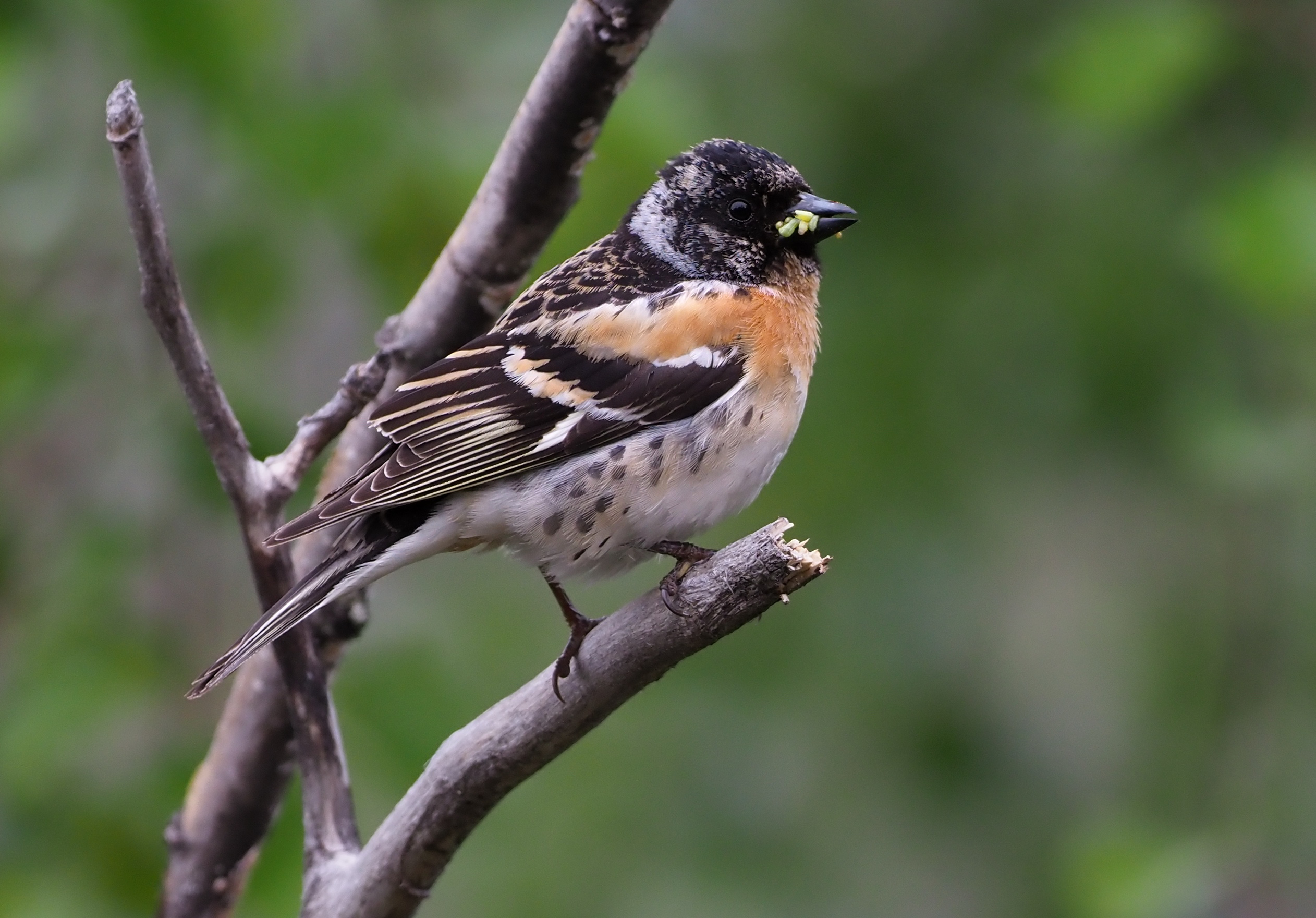
Pinson du Nord mâle.

### Autres espèces végétales des ZNIEFF detype 1
En réalité, les espèces végétales présentes sur la zone sont bien plus nombreuses si l'on y ajoute celles recensées sur les trois ZNIEFF de type 1 entièrement incluses dans la zone : l'étang de la Bastide, l'étang des Landes et l'étang Tête de Bœuf.
Parmi les espèces listées ci-dessous, le site où elles ont été recensées est indiqué sous la forme EB=étang de la Bastide, EL=étang des Landes (ZNIEFF) et ET= étang Tête de Bœuf.
Ce sont donc plus de 300 espèces supplémentaires qui ont été identifiées dans le périmètre de la zone Natura 2000 bassin de Gouzon. On y trouve :
- un basidiomycète : le Bolet à pied rouge (Neoboletus erythropus) (ET) ;
- trois espèces de bryophites : l'Entosthodon fasciculé (Entosthodon fascicularis (sv)) (EL),

Hypnum chrysophyllum (vi) (EL) et Warnstorfia fluitans (en) (EL) ;
- 240 espèces de phanérogames : l'Achillée millefeuille (Achillea millefolium) (ET+EB), l'Achillée sternutatoire (Achillea ptarmica) (EL+ET+EB), l'Agrostide commune (Agrostis capillaris) (ET), l'Agrostide des chiens (Agrostis canina) (EL+ET+EB), l'Aigremoine élevée (Agrimonia procera) (EL+ET), l'Aigremoine eupatoire (Agrimonia eupatoria) (EL), l'Ajonc d'Europe (Ulex europaeus) (EL+ET), l'Ajonc nain (Ulex minor) (EL), l'Angélique sauvage (Angelica sylvestris) (EL+ET+EB), l'Armoise commune (Artemisia vulgaris) (ET), l'Aubépine à un style (Crataegus monogyna) (EL+ET), l'Aulne glutineux (Alnus glutinosa) (EL), l'Avoine élevée (Arrhenatherum elatius) (ET), la Baldingère faux-roseau (Phalaris arundinacea) (ET+EB), la Barbarée commune (Barbarea vulgaris) (EL), la Benoîte commune (Geum urbanum) (ET), la Berce sphondyle (Heracleum sphondylium) (ET), le Bident penché (Bidens cernua) (EL+ET+EB), le Bident tripartite (Bidens tripartita) (EL+EB), la Bourdaine (Frangula alnus) (EL+ET), le Bouleau verruqueux (Betula pendula) (ET+EB), la Brunelle commune (Prunella vulgaris) (EL+ET), la Bruyère à quatre angles (Erica tetralix) (EL), la Bugle rampante (Ajuga reptans) (ET+EB), le Caille-lait blanc (Galium mollugo) (EB), le Caille-lait jaune (Galium verum) (EL), la Callune (Calluna vulgaris) (EL+ET), la Campanule raiponce (Campanula rapunculus) (EL), la Canche des marais (Deschampsia setacea) (EL), la Cardamine des prés (Cardamine pratensis) (ET), la Carotte sauvage (Daucus carota) (ET), le Carum verticillé (Trocdaris verticillatum) (EL), la Centaurée à feuilles de navet (Centaurea napifolia (it)) (EL), la Centaurée jacée (Centaurea jacea) (ET), le Charme commun (Carpinus betulus) (EL), le Chêne pédonculé (Quercus robur) (EL+ET), le Chèvrefeuille des bois (Lonicera periclymenum) (EL+ET), le Cirse bulbeux (Cirsium tuberosum) (EL), le Cirse commun (Cirsium vulgare) (ET), le Cirse des champs (Cirsium arvense) (ET), le Cirse des marais (Cirsium palustre) (ET), le Comaret des marais (Comarum palustre) (EL+EB), le Compagnon blanc (Silene latifolia) (ET+EB), le Cornifle immergé (Ceratophyllum demersum) (EL), le Cornouiller sanguin (Cornus sanguinea) (EL+ET), la Cucubale couchée (Silene baccifera) (EL), le Dactyle pelotonné (Dactylis glomerata) (ET), la Danthonie retombante (Danthonia decumbens) (EL+ET), la Douce-amère (Solanum dulcamara) (EL+ET+EB), l'Écuelle d'eau (Hydrocotyle vulgaris) (EL+ET+EB), l'Élatine à six étamines (Elatine hexandra) (ET), l'Élodée du Canada (Elodea canadensis) (EL+ET), l'Épiaire des bois (Stachys sylvatica) (ET), l'Épiaire officinale (Betonica officinalis) (ET), l'Épicéa commun (Picea abies) (ET), l'Épilobe à grandes fleurs (Epilobium hirsutum) (ET), l'Épilobe à petites fleurs (Epilobium parviflorum) (EL+ET), l'Épilobe à tiges carrées (Epilobium tetragonum) (EL), l'Épilobe en épi (Epilobium angustifolium) (EL), l'Épilobe vert foncé (Epilobium obscurum) (ET), l'Érable champêtre (Acer campestre) (EL+ET), l'Euphorbe poilue (Euphorbia villosa) (EL), la Flouve odorante (Anthoxanthum odoratum) (EL+ET), le Flûteau fausse-renoncule (Baldellia ranunculoides) (EL+ET), le Flûteau rampant (Baldellia repens (sv)) (EB), le Fraisier des bois (Fragaria vesca) (ET), le Frêne élevé (Fraxinus excelsior) (ET), le Fusain d'Europe (Euonymus europaeus) (EL), le Gaillet aquatique (Galium uliginosum) (EL+ET), le Gaillet croisette (Cruciata laevipes) (EB), le Gaillet des marais (Galium palustre) (EL+ET+EB), le Genêt à balais (Cytisus scoparius) (EL+ET), le Genêt d'Angleterre (Genista anglica) (EL), le Genêt des teinturiers (Genista tinctoria) (EL), le Genévrier commun (Juniperus communis) (ET), le Géranium fluet (Geranium pusillum) (EB), le Géranium Herbe à Robert (Geranium robertianum) (ET), la Germandrée scorodoine (Teucrium scorodonia) (ET+EB), la Gesse des montagnes (Lathyrus linifolius var. montanus) (ET), la Gesse des prés (Lathyrus pratensis) (EL), la Glycérie flottante (Glyceria fluitans) (ET), le Gnaphale blanc jaunâtre (Pseudognaphalium luteoalbum) (EL), le Gnaphale des mares (Gnaphalium uliginosum) (EB), le Grand Plantain (Plantago major) (EL+ET+EB), le Grand plantain d'eau (Alisma plantago-aquatica) (EL+ET+EB), la Grande ortie (Urtica dioica) (ET+EB), la Gratiole officinale (Gratiola officinalis) (EL), le Grémil des champs (Buglossoides arvensis) (EL), le Groseillier des Alpes (Ribes alpinum) (ET), l'Hélianthème commun (Helianthemum nummularium) (ET), la Houlque laineuse (Holcus lanatus) (EL+ET), l'Isnardie des marais (Ludwigia palustris) (EL), l'Iris faux acore (Iris pseudacorus) (EL+ET+EB), la Jasione des montagnes (Jasione montana) (ET+EB), le Jonc à fruits luisants (Juncus articulatus) (EL), le Jonc à tépales aigus (Juncus acutiflorus) (EL+ET+EB), le Jonc bulbeux (Juncus bulbosus) (EL+EB), le Jonc des crapauds (Juncus bufonius) (EL+EB), le Jonc des vasières (Juncus tenageia) (EL), le Jonc épars (Juncus effusus) (EL+ET+EB), le Jonc glauque (Juncus inflexus) (EL), la Laîche aiguë (Carex acuta) (EL), la Laîche des bois (Carex sylvatica) (ET), la Laîche des renards (Carex vulpina) (ET), la Laîche des rives (Carex riparia) (EL), la Laîche écailleuse (Carex lepidocarpa (de)) (EL), la Laîche en ampoules (Carex rostrata) (ET), la Laîche faux souchet (Carex pseudocyperus) (EL+ET+EB), la Laiche hérissée (Carex hirta) (EL), la Laîche millet (Carex panicea) (EL), la Laîche noire (Carex nigra) (EL), la Laîche pâle (Carex pallescens) (EL+ET), la Laîche vésiculeuse (Carex vesicaria) (EL+ET), le Laiteron maraîcher (Sonchus oleraceus) (EB), le Laiteron piquant (Sonchus asper) (ET+EB), la Laitue vireuse (Lactuca virosa) (ET), la Lampsane commune (Lapsana communis) (ET), la Léersie faux-riz (Leersia oryzoides) (EL+ET), le Lierre grimpant (Hedera helix) (EL+ET), la Linaire commune (Linaria vulgaris) (EL), la Linaire rampante  (Linaria repens) (EB), le Liseron des champs (Convolvulus arvensis) (EL), la Littorelle à une fleur (Littorella uniflora) (EL+EB), le Lotier corniculé (Lotus corniculatus) (EL+ET+EB), le Lotier des marais (Lotus pedunculatus) (EL+EB), la Luzule champêtre (Luzula campestris) (EL), le Lycope d'Europe (Lycopus europaeus) (EL+ET+EB), la Lysimaque commune (Lysimachia vulgaris) (EL+ET+EB), la Lysimaque nummulaire (Lysimachia nummularia) (EL+ET), la Mâcre nageante (Trapa natans) (ET), la Marguerite commune (Leucanthemum vulgare) (EB), la Massette à feuilles étroites (Typha angustifolia) (EL+ET+EB), la Massette à larges feuilles (Typha latifolia) (ET+EB), la Mauve à feuilles rondes (Malva neglecta) (EB), la Mauve musquée (Malva moschata) (ET), le Mélampyre des prés  (Melampyrum pratense) (ET), la Menthe aquatique (Mentha aquatica) (EL), la Menthe des champs (Mentha arvensis) (EL+ET+EB), la Menthe pouliot (Mentha pulegium) (EL), le Millepertuis à quatre ailes (Hypericum tetrapterum) (ET), le Millepertuis des marais (Hypericum elodes) (EL+EB), le Millepertuis élégant (Hypericum pulchrum) (ET), le Millepertuis perforé (Hypericum perforatum) (ET), la Molinie bleue (Molinia caerulea) (EL+ET+EB), la Morène (Hydrocharis morsus-ranae) (EL+ET+EB), le Myosotis des marais (Myosotis scorpioides) (ET+EB), le Myriophylle à feuilles alternes (Myriophyllum alterniflorum) (EL+ET), le Myriophylle en épis (Myriophyllum spicatum) (EL+ET), le Myriophylle verticillé (Myriophyllum verticillatum) (ET), la Naïade marine (Najas marina) (EL+EB), le Nénuphar blanc (Nymphaea alba) (EL+ET), le Nénuphar jaune (Nuphar lutea (EL+ET+EB), le Noisetier (Corylus avellana (ET), l'Œillet arméria (Dianthus armeria (ET), l'Œnanthe aquatique (Oenanthe aquatica (EL), l'Œnanthe fistuleuse (Oenanthe fistulosa (EL), l'Orchis tacheté (Dactylorhiza maculata (EL), l'Orme champêtre (Ulmus minor (EL), l'Osier pourpre (Salix purpurea (EL), la Pâquerette (Bellis perennis (EL), la Passerage de Virginie (Lepidium virginicum (ET), la Patience agglomérée (Rumex conglomeratus (ET), la Patience crépue (Rumex crispus) (ET), le Petit Rhinanthe (Rhinanthus minor) (EL), la Petite lentille d’eau (Lemna minor) (EL+ET+EB), la Petite scutellaire (Scutellaria minor) (ET), le Peucédan de France (Peucedanum gallicum) (EL), la Piloselle (Pilosella officinarum) (ET), le Pissenlit (Taraxacum sect. Ruderalia) (ET), le Plantain corne-de-cerf (Plantago coronopus) (ET), le Plantain lancéolé (Plantago lanceolata) (EL+ET+EB), le Potamot à feuilles de graminée (Potamogeton gramineus) (EL+ET), le Potamot à feuilles de Renouée (Potamogeton polygonifolius) (ET), le Potamot crépu (Potamogeton crispus) (EL+ET), le Potamot filiforme (Potamogeton trichoides) (EL), le Potamot nageant (Potamogeton natans) (EL), le Potamot nain (Potamogeton pusillus) (ET), le Potamot perfolié (Potamogeton perfoliatus) (EL+EB), la Potentille ansérine (Potentilla anserina) (EL), la Potentille argentée (Potentilla argentea) (EL+ET), la Potentille rampante (Potentilla reptans) (EL+ET+EB), la Potentille tormentille (Potentilla erecta) (EL+ET), la Primevère élevée (Primula elatior) (ET), le Prunellier (Prunus spinosa) (EL+ET), la Pulicaire commune (Pulicaria vulgaris) (EL), la Pulmonaire à feuilles étroites (Pulmonaria angustifolia) (ET), la Reine-des-prés (Filipendula ulmaria) (EL+ET), la Renoncule bulbeuse (Ranunculus bulbosus) (EB), la Renoncule des champs (Ranunculus arvensis) (EL), la Renoncule flammette (Ranunculus flammula) (EL+ET+EB), la Renoncule rampante (Ranunculus repens) (EL+EB), la Renouée amphibie (Persicaria amphibia) (ET), la Renouée des oiseaux (Polygonum aviculare) (ET+EB), la Renouée persicaire (Persicaria maculosa) (ET), la Renouée poivre d'eau (Persicaria hydropiper) (EL+EB), la Ronce commune (Rubus fruticosus) (EL), le Rorippe amphibie (Rorippa amphibia) (ET), le Roseau commun (Phragmites australis) (EL+ET), le Rosier des champs (Rosa arvensis) (ET), le Rosier des chiens (Rosa canina) (EL), le Rubanier d'eau (Sparganium erectum) (ET), le Rubanier émergé (Sparganium emersum) (EL+ET+EB), la Salicaire commune (Lythrum salicaria) (ET+EB), la Salicaire pourpier (Lythrum portula) (EL+ET+EB), le Sapin commun (Abies alba) (ET), la Sariette commune (Clinopodium vulgare) (ET), le Saule à oreillettes (Salix aurita) (EL), le Saule roux (Salix atrocinerea) (EL+ET+EB), le Scirpe à nombreuses tiges (Eleocharis multicaulis) (EL+ET), le Scirpe aigu (Schoenoplectus acutus) (EL+ET+EB), le Scirpe des bois (Scirpus sylvaticus) (ET), le Scirpe des marais (Eleocharis palustris) (EL+ET+EB), le Scirpe épingle (Eleocharis acicularis) (EL+ET+EB), la Scorsonère des prés (Scorzonera humilis) (EL), la Scrofulaire noueuse (Scrophularia nodosa) (ET+EB), la Scutellaire à casque (Scutellaria galericulata) (EL+ET+EB), le Séneçon à feuilles de Barbarée Jacobaea erratica (it) (EL), le Séneçon de Jacob (Jacobaea vulgaris) (ET+EB), le Silène enflé (Silene vulgaris) (ET), la Stellaire graminée (Stellaria graminea) (EB), la Succise des prés (Succisa pratensis) (ET), le Tamier commun (Dioscorea communis) (EL+ET), le Trèfle blanc (Trifolium repens) (EL+ET+EB), le Trèfle des prés (Trifolium pratense) (ET+EB), le Trèfle hybride (Trifolium hybridum) (EL+ET), le Tremble (Populus tremula) (ET), le Troène commun (Ligustrum vulgare) (EL+ET), l'Utriculaire citrine (Utricularia australis) (EL+ET), la Valériane dioïque (Valeriana dioica) (ET), la Valériane officinale (Valeriana officinalis) (ET), la Vergerette du Canada (Conyza canadensis) (ET+EB), la Véronique des ruisseaux (Veronica beccabunga) (EL), la Véronique en écus (Veronica scutellata) (EL+ET+EB), la Véronique officinale (Veronica officinalis) (ET), la Vesce craque (Vicia cracca) (ET+EB), la Vesce hérissée (Vicia hirsuta) (ET), la Violette de Rivinus (Viola riviniana) (ET), la Viorne obier (Viburnum opulus) (ET), la Vulpie queue-de-rat (Vulpia myuros) (ET) et le Vulpin genouillé (Alopecurus geniculatus) (ET) ;
- huit espèces de ptéridophytes : la Boulette d'eau (Pilularia globulifera) (EL+ET+EB), le Dryoptéris des chartreux (Dryopteris carthusiana) (ET), la Fougère-aigle (Pteridium aquilinum) (ET), la Fougère des marais (Thelypteris palustris) (EL), la Fougère femelle (Athyrium filix-femina) (ET), la Prêle des champs (Equisetum arvense) (ET), la Prêle des eaux (Equisetum fluviatile) (EL+ET+EB) et la Prêle des marais (Equisetum palustre) (EL+ET).

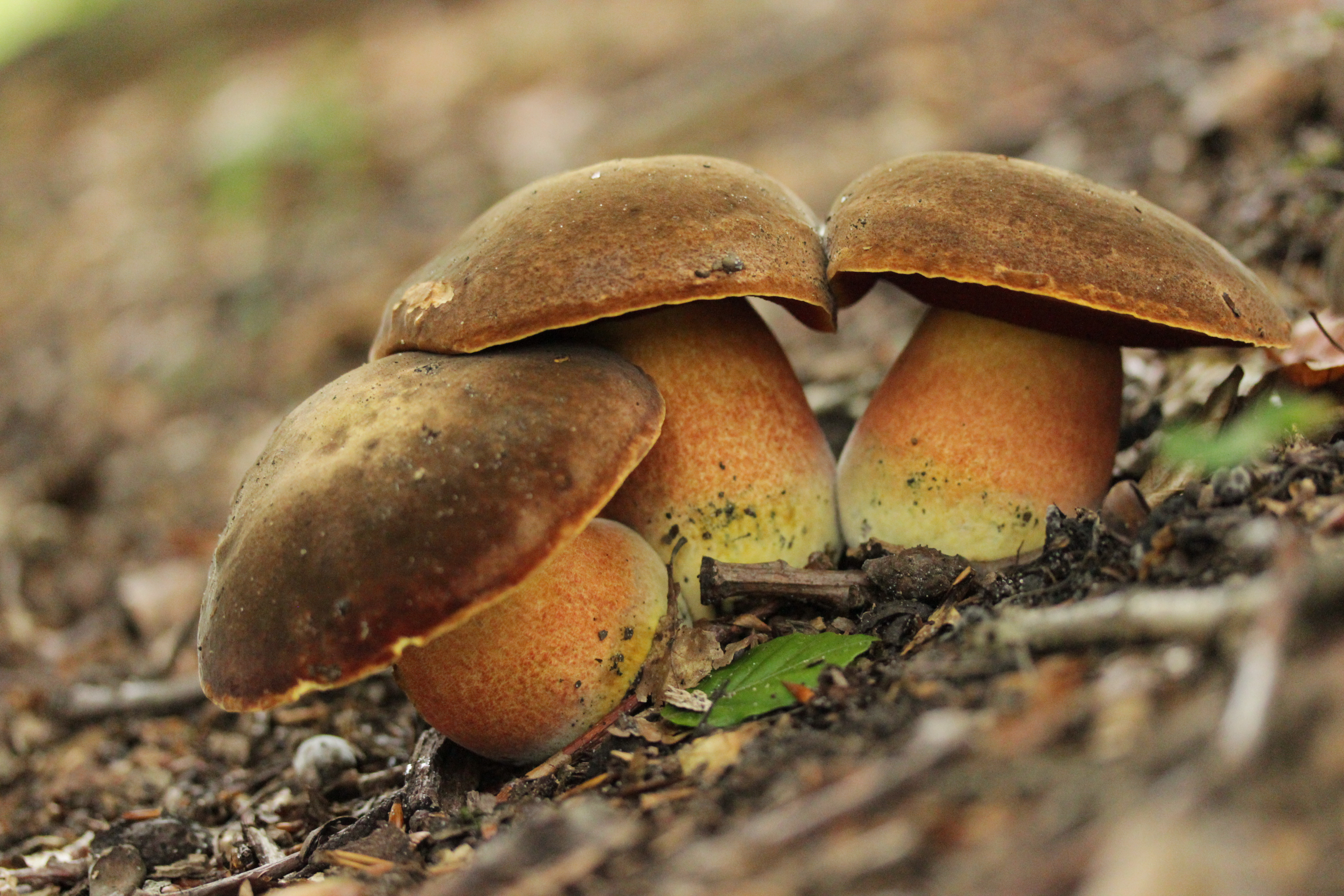
Bolets à pied rouge.
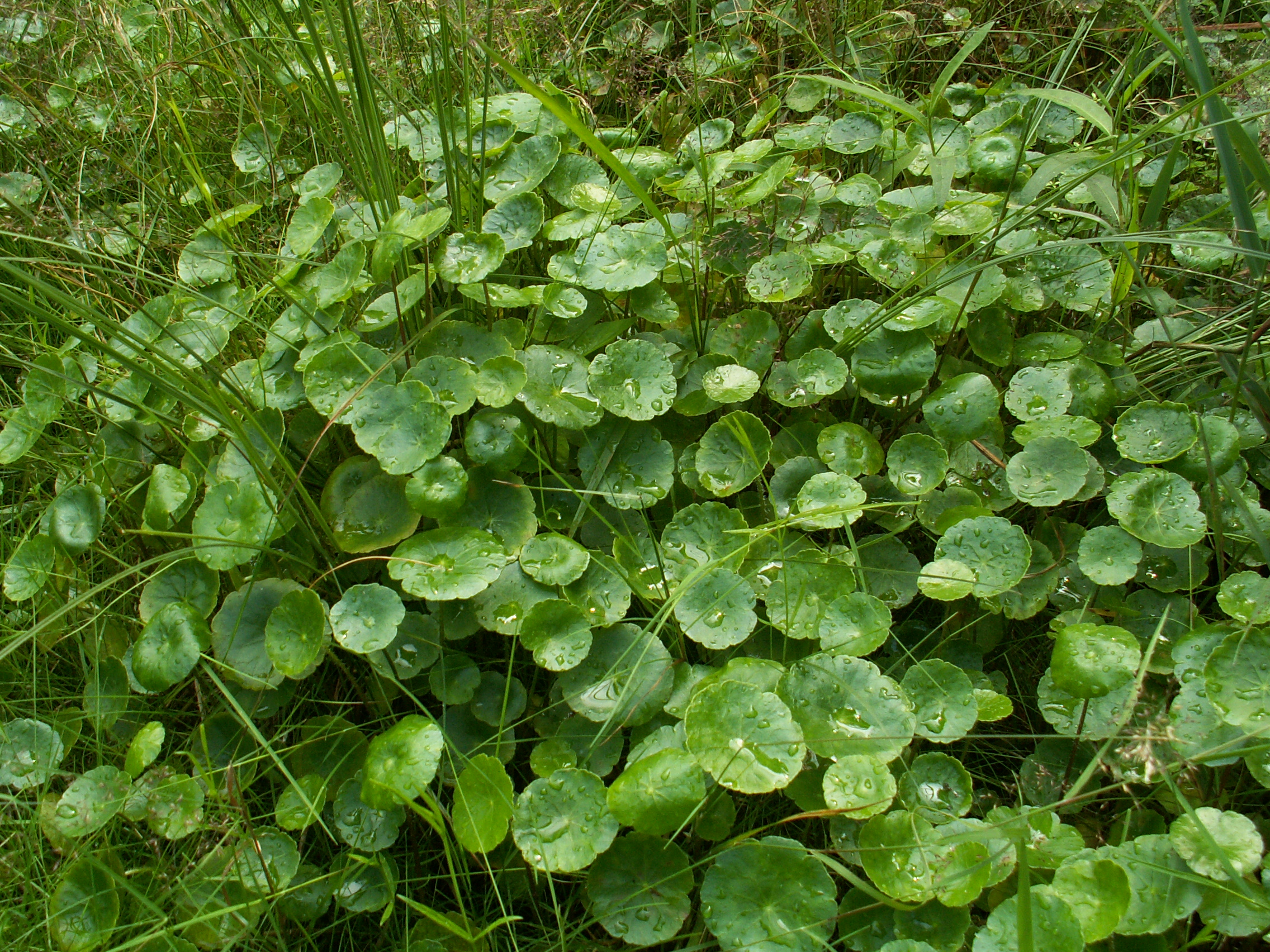
Écuelle d'eau.
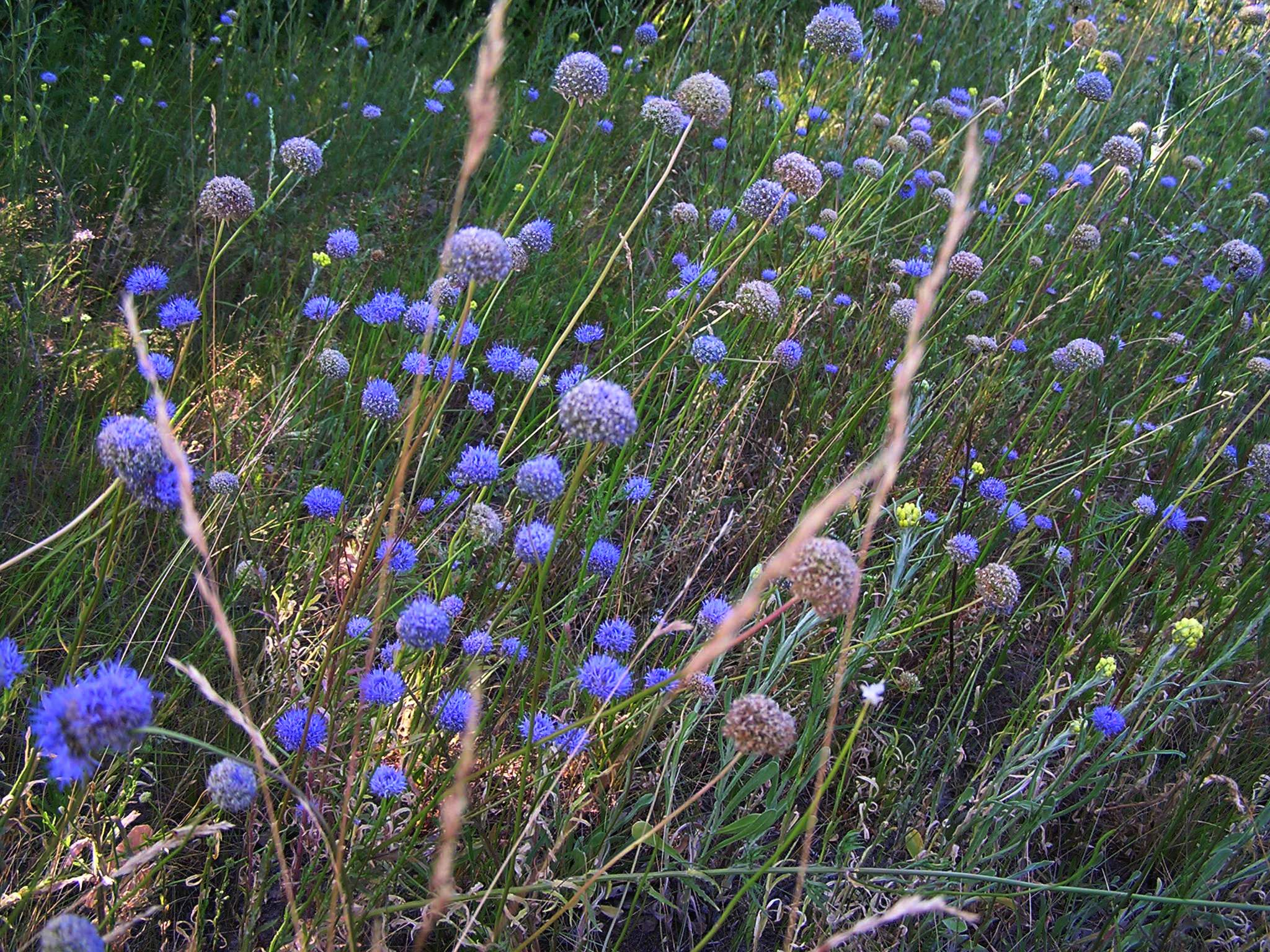
Jasiones des montagnes.
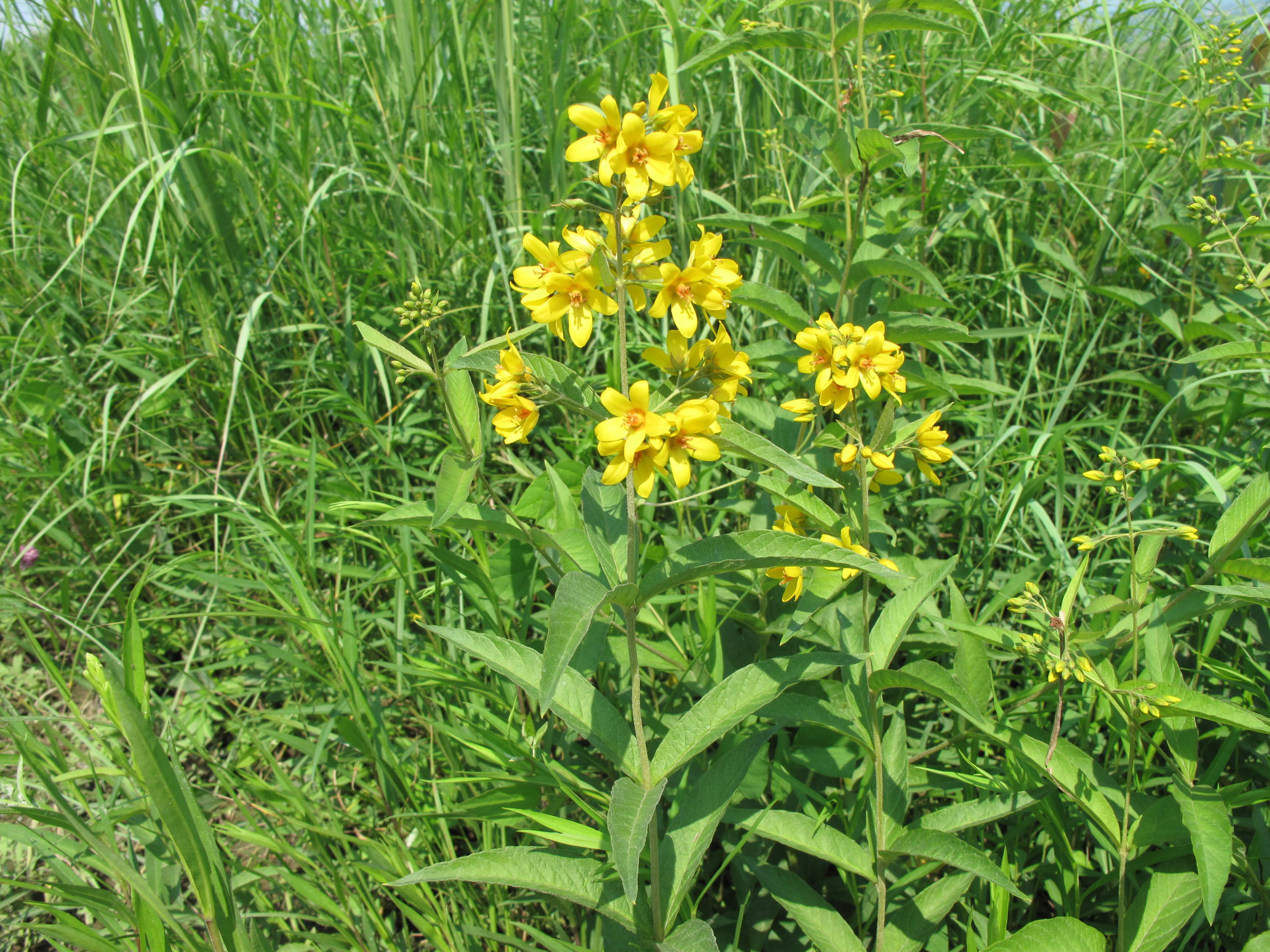
Lysimaques communes.
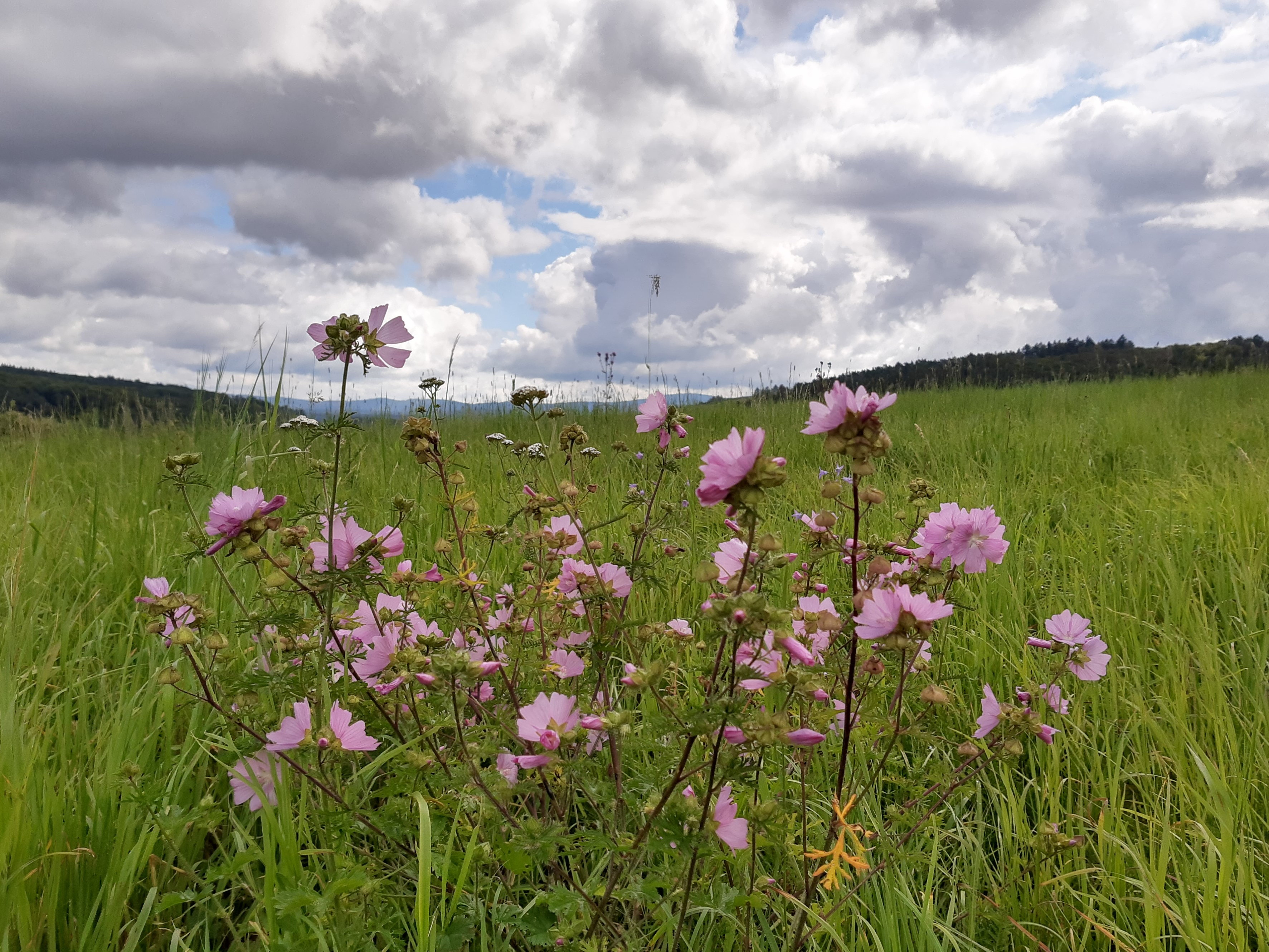
Mauve musquée.
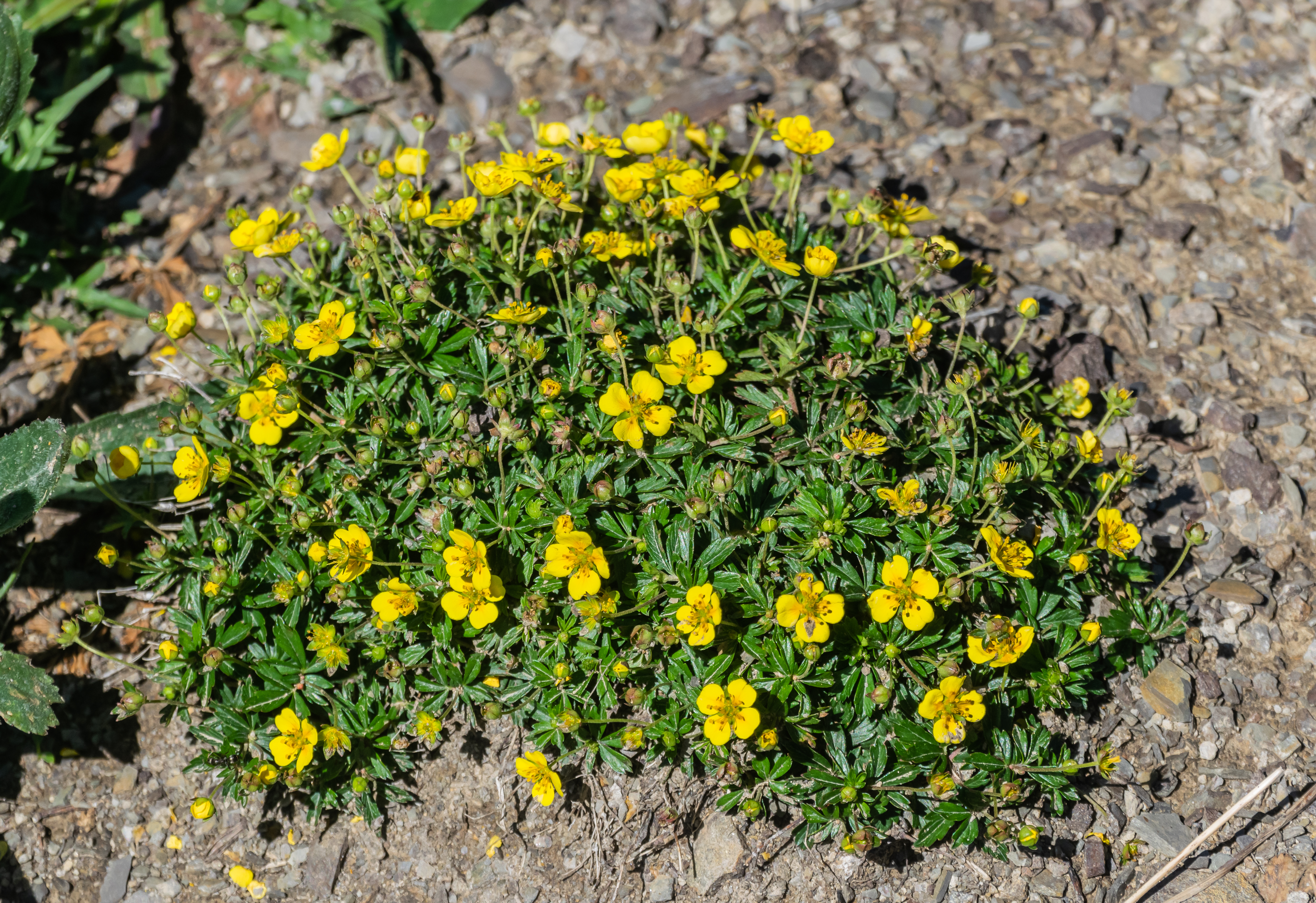
Potentille tormentille.
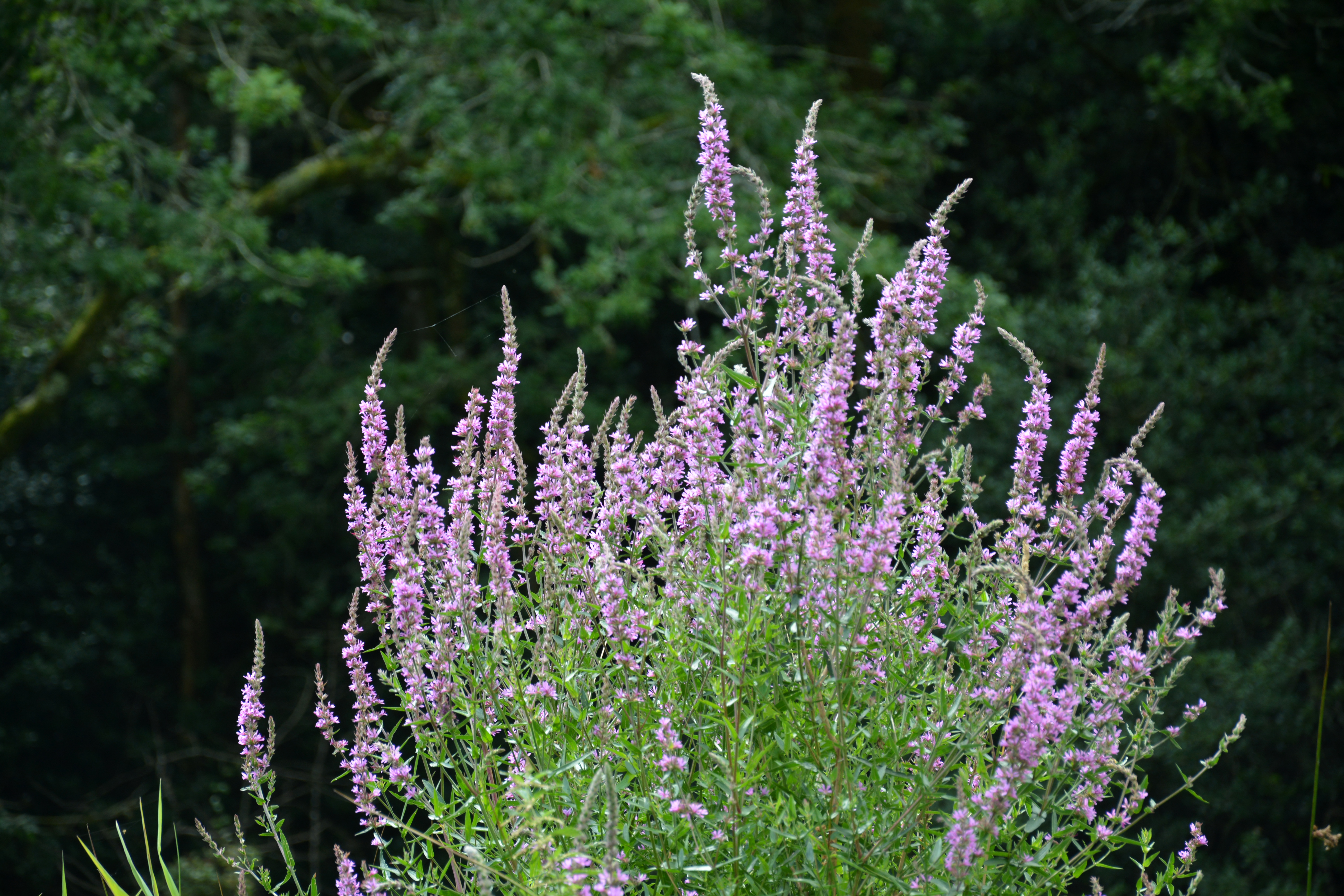
Salicaire commune.
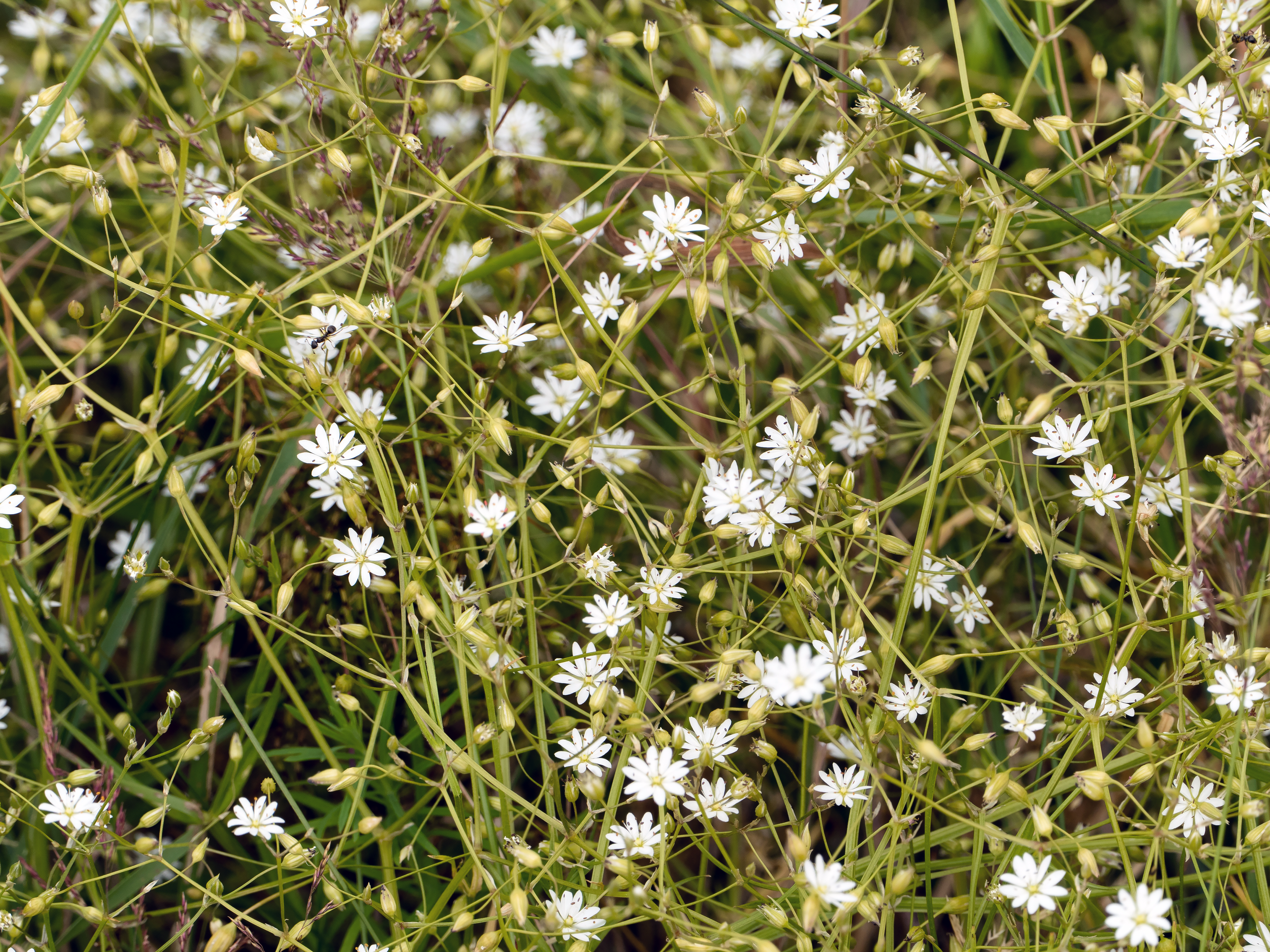
Stellaires graminées.
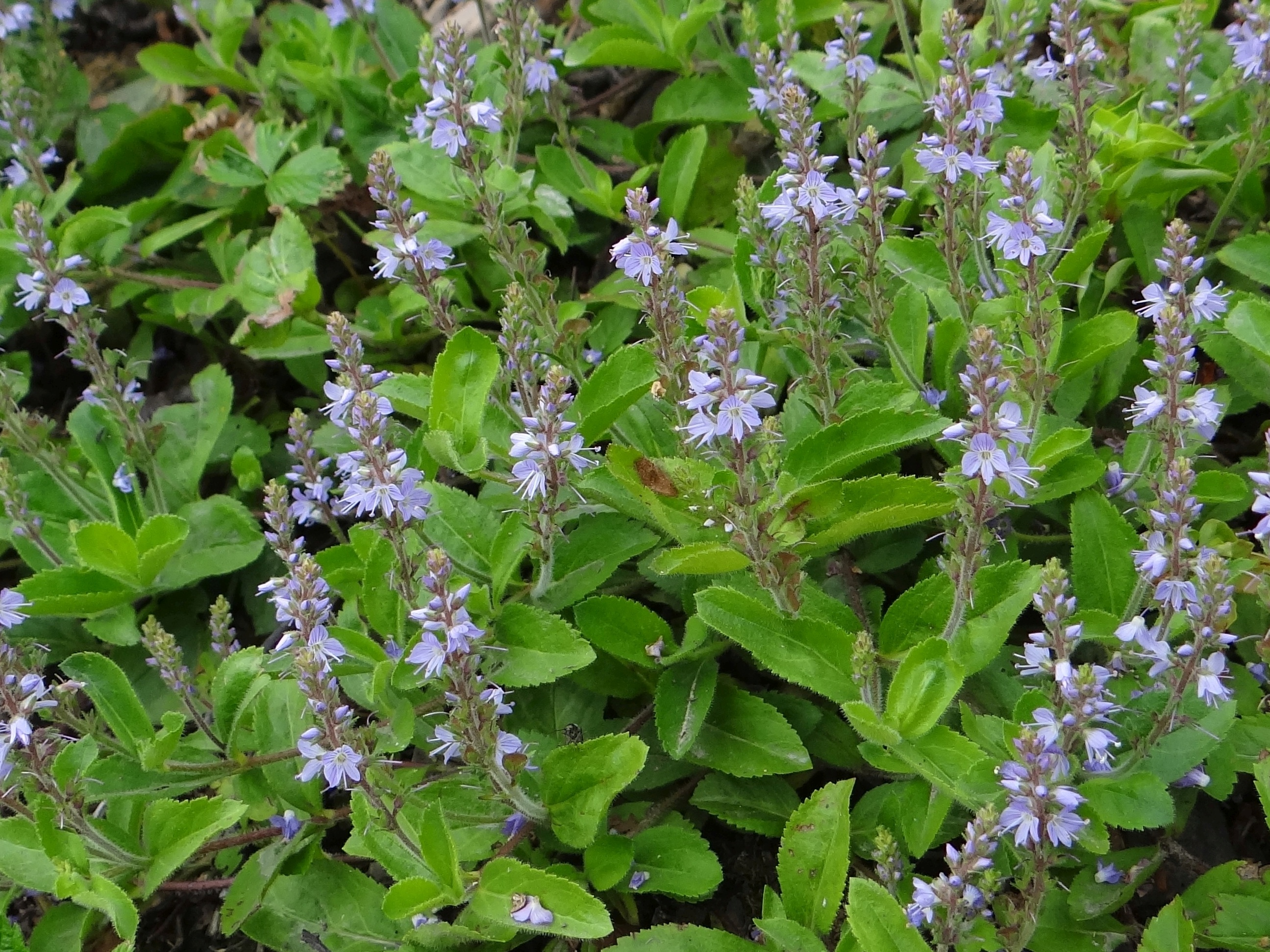
Véroniques officinales.
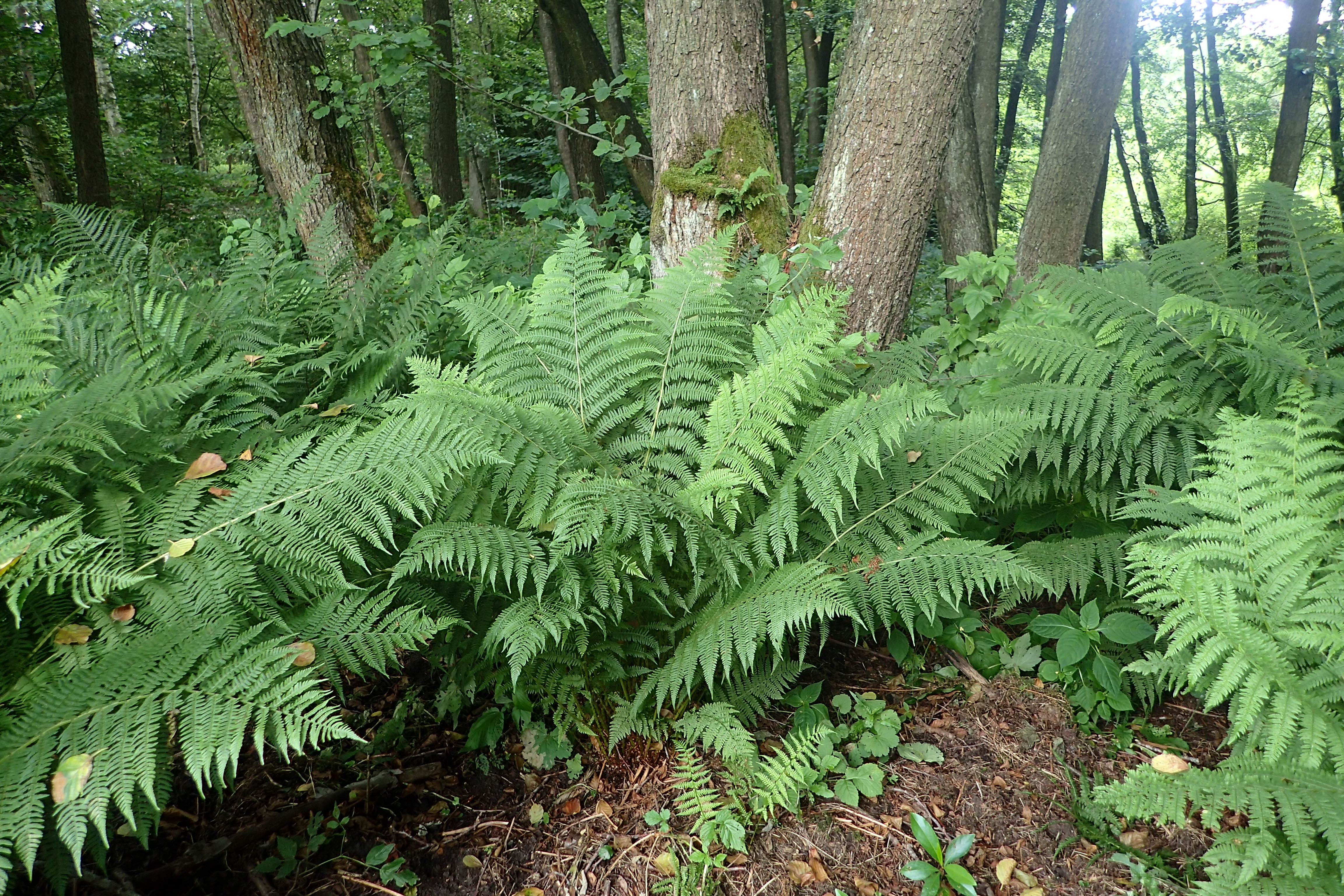
Fougères femelles.